# Лос-Анджелес
Лос-А́нджелес (англ. Los Angeles, американское произношение: [lɔːs ˈænd͡ʒələs] (слушать)о файле; исп. Los Ángeles, МФА (исп.): [los ˈaŋxeles]; устар. Лос-Анжелос, Лос-Анжелес, Лос-Анхелес, неофициально известен как L.A., La La Land и City of Angels — Город Ангелов) — город на юге штата Калифорния, США. Крупнейший по численности населения в штате и второй в стране (по переписи 2020 года — 3 849 297 человек). Город является административным центром одноимённого округа, а также центром Большого Лос-Анджелеса — агломерации с населением порядка 13 млн человек. Жителей Лос-Анджелеса называют «Angelenos» (произносится [анджели́нос]).
Расположен на юго-западе страны на побережье Тихого океана и в устье одноимённой реки. Занимает девятое место по площади среди городов континентальной части США.
Известно, что земли, на которых ныне расположен город, являлись местом проживания коренных народов: чумашей и тонгва. В 1542 году территория была открыта и исследована испанским мореплавателем Хуаном Родригесом Кабрильо. Лос-Анджелес основан 4 сентября 1781 года решением губернатора Калифорний Фелипе де Неве. В 1821 году вошёл в состав Мексиканской империи. В 1848 году стал частью Соединённых Штатов. Развитие нефтедобычи в 1890-х годах привело к увеличению темпов роста города.
Лос-Анджелес — главный экономический центр США на западном побережье. В городе расположены штаб-квартиры крупных организаций, таких как KB Home, Ares Management и многих других. Здесь же находится один из крупнейших выставочных комплексов страны — конференц-центр Лос-Анджелеса.
В настоящее время Лос-Анджелес является одним из крупнейших мировых культурных, научных, экономических, образовательных центров. Также город — один из крупнейших мировых центров индустрии развлечений в сфере кино, театра, музыки, искусства и телевидения.

## История
- Испанская империя 1781–1821
- Первая Мексиканская империя 1821–1823
- Мексиканские Соединённые Штаты 1823–1848
- Соединённые Штаты Америки 1848–н. в.

### Доколониальная эпоха
Считается, что народ чумашей поселился на побережье нынешней Южной Калифорнии в пятом тысячелетии до нашей эры. Примерно к 200 году они были постепенно вытеснены народом тонгва, который мигрировал из засушливых регионов центральной части материка.
Первоначально на месте сегодняшнего города располагалось поселение Янгна (в переводе с языка индейцев тонгва — «место ядовитого дуба»), в котором проживало порядка 300 человек. Население занималось плетением, строительством каноэ и рыболовством. Главой поселения являлся вождь, отвечавший за хранение религиозных предметов, урегулирование споров и сбор дани. Верование индейцев относилось к политеизму. Индейцы разговаривали на диалектах такийской языковой группы и принадлежали к народу тонгва. В начале 1800-х годов они были интегрированы в систему испанских миссий. В 1833 году в результате секуляризации тонгва рассредоточились по всей Южной Калифорнии. Вплоть до 1860-х годов они представляли собой отдельную этническую общность.
Первым европейцем, приставшим к берегу в районе нынешнего Лос-Анджелеса в 1542 году на двух кораблях «Сан-Сальвадор» (исп. San Salvador) и «Ла-Виктория» (исп. La Victoria) (водоизмещением 50 тонн каждое), стал мореплаватель Хуан Родригес Кабрильо (лоцманом являлся Бартоломео Феррело). Отплыв из Навидада (западное побережье Мексики) 27 июля 1542 года, Кабрильо высадился в бухте Сан-Диего 28 сентября. После непродолжительной остановки путешественники отправились на север к заливу Сан-Педро, где и высадились, чтобы пополнить запасы пресной воды. Позади гор, возвышавшихся недалеко от побережья, Кабрильо обнаружил вышеупомянутое поселение Янгна.

### В составе Испанской империи
2 августа 1769 года в регионе высадилась следующая экспедиция под предводительством Гаспара Портолы, в которой участвовал францисканский миссионер Хуан Креспи, отметивший в своих записях пригодность местности для поселения. В 1771 году Хуниперо Серра, основал на этом месте миссию, названную в честь архангела Гавриила.
4 сентября 1781 года, по настоянию губернатора Калифорний Фелипе де Неве, рядом с миссией группой испанских колонистов, состоящей из 44 человек, во главе с Хосе Дарио Аргуэльо было основано поселение под названием El Pueblo de Nuestra Señora la Reina de los Ángeles sobre El Río Porciúncula (с исп. — «Селение Девы Марии, Царицы Ангелов, на реке Порсьюнкула»). Различные источники приводят несколько версий наименования образованного поселения. Так, в «Книге рекордов Гиннесса» оно названо как El Pueblo de Nuestra Señora la Reina de los Ángeles de Porciúncula; в других источниках отмечены сокращённые или альтернативные варианты.
Земли поселения были разделены на несколько частей, которые включали в себя площади под возведение жилых строений, посевные поля, а также пастбища для выпаса мустангов и коз. Улицы простирались на 28 футов (8,5 метров) в ширину. Гражданская власть была возложена на алькальда и двух рехидоров; военная — на капрала. Существовала ещё одна должность — комиссар, в обязанности которого входило распределение земель между новыми поселенцами. Согласно переписи, проведённой 17 августа 1790 года, численность населения составляла 141 человек, из них 75 мужчин и 66 женщин; 72 испанца, 39 метисов, 22 мулата, семь индейцев и один европеец. В период 1790—1800 годов население увеличилось с 141 до 315 человек, главным образом, за счёт роста рождаемости и числа демобилизованных солдат. Налоги были низкими и в основном выплачивались зерном. В обязанности каждого поселенца входило ежегодное жертвование двух фанег кукурузы или пшеницы в общественный фонд, который впоследствии расходовался на благо общины. В 1814 году был заложен фундамент первой церкви. 1815 год ознаменовался обильными осадками и наводнением, в результате чего река Лос-Анджелес вышла из берегов и вызвала подтопления на окраинах поселения. В связи с этим, губернатор Пабло Висенте де Сола распорядился изменить место строительства на более возвышенное. В 1818 году возведение церкви было возобновлено. На покрытие расходов местные жители собрали 500 фунтов стерлингов. К 1820 году Лос-Анджелес стал крупнейшим светским поселением: в нём проживали 650 человек (включая несколько близлежащих ранчо).

### В составе Мексики
Начало 1820-х годов ознаменовалось падением испанского господства в Мексике. В феврале 1822 года губернатор Сола принёс присягу на верность имперскому правительству новообразованного государства. В сентябре того же года Верхняя Калифорния официально перешла под контроль Мексики. Губернатором территории стал Луис Аргуэльо. Кроме того, состав мэрии Лос-Анджелеса был расширен: появились должности казначея и секретаря. Они, в дополнение к алькальду и двум рехидорам, составляли совещательно-административный орган, получивший название Muy Ilustre (с исп. — «Самый прославленный»). В результате реформ, позиции комиссара существенно пошатнулись. Занимавший эту должность Гильермо Кота потребовал решительных действий от губернатора. Было решено, что данный вопрос не относится к его компетенции. Впоследствии сторонам удалось найти компромисс: Кота был избран алькальдом, что ознаменовало окончательное поглощение гражданской властью военной. При переходе поселения под контроль Мексики численность местного населения составляла 770 жителей, значительное число которых относилось к аграрному обществу. Единственными занятиями, относящимися к производственной деятельности, являлись виноделие и изготовление бренди.

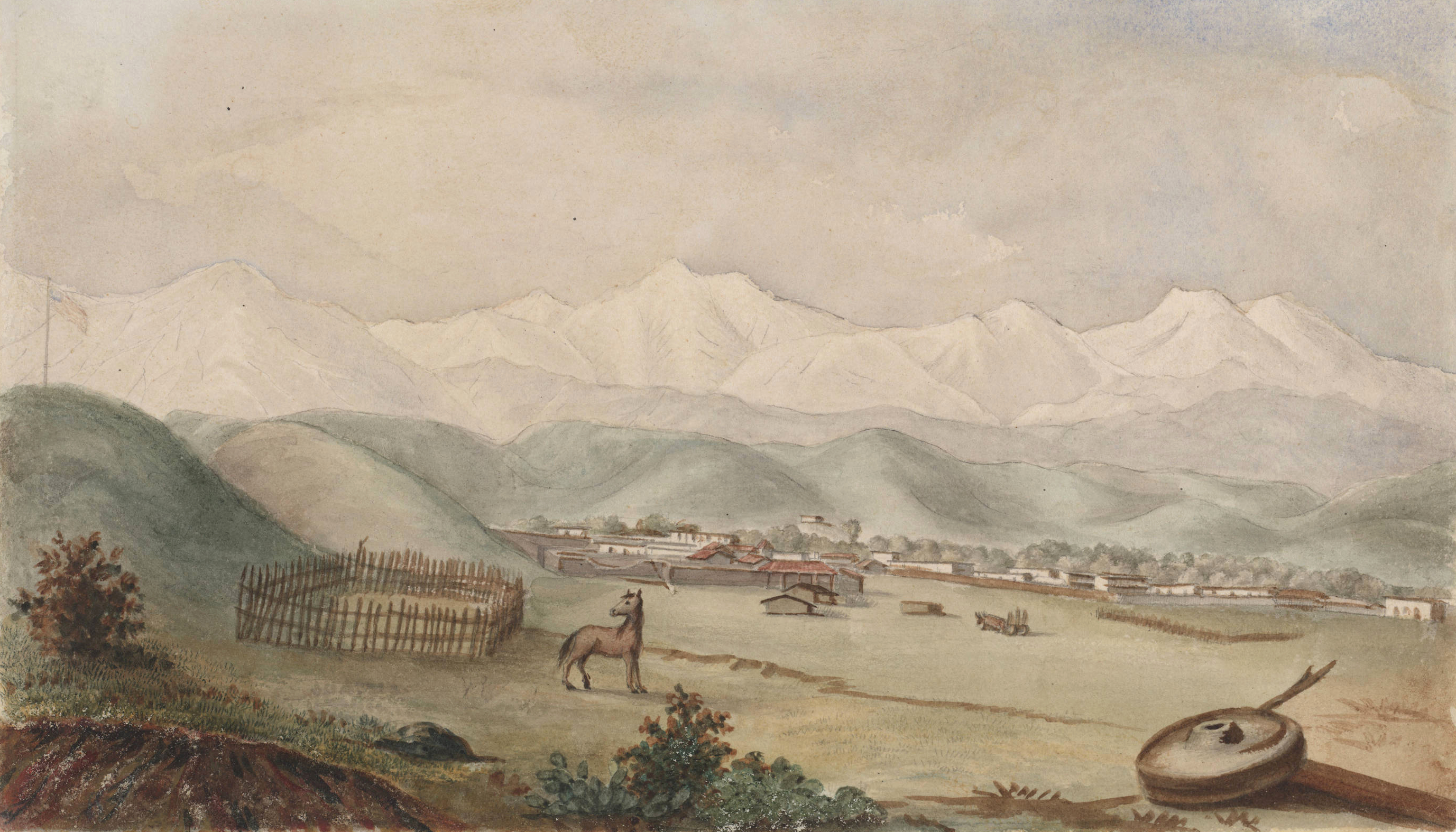
Лос-Анджелес, апрель 1848 года

Начало XIX века характеризуется увеличением притока в регион европейских переселенцев. Так, первым англичанином, обосновавшимся в поселении в 1814 году, является Джон Гилрой. 25 декабря 1828 года в прибрежных водах Лос-Анджелеса потерпел крушение бриг «Danube», в результате чего Джон Гронинген стал первым немцем-поселенцем. В период 1820—1830 годов поселение пополнили выходцы из Франции и Шотландии. Увеличилось также число внутриматериковых мигрантов. По оценочным данным 1836 года, в поселении (включая окрестности) проживало сорок иностранцев, тридцать из которых являлись американцами.

#### Период американо-мексиканской войны
В 1845 году губернатор Калифорнии Пио Пико приступил к исполнению своих обязанностей. Институты власти территории были перераспределены между Монтереем и Лос-Анджелесом, что привело к напряжению в отношениях между двумя административными центрами. Нарастающее недовольство «северной столицы» вызывало опасения у высокопоставленных лиц территории. Предполагалось, что руководитель Верхней Калифорнии Хосе Кастро готовился к вооружённому перевороту и свержению правительства в Лос-Анджелесе, что привело к последующей мобилизации войск поселения. 23 июня 1846 года были образованы три роты: артиллерийская, стрелковая и кавалерийская.
В мае 1846 года Сенат США проголосовал за начало войны против Мексики и проведение Северомексиканской кампании. 12 июля армии Пико и Кастро встретились в Санта-Маргарите, где последнему было сообщено о взятии Монтерея войсками США под командованием Джона Слоата. Было принято решение об отступлении обеих армий в Лос-Анджелес и начале подготовки к вторжению американцев. Объединённое войско насчитывало порядка 200—300 человек. Оно было плохо вооружено и демотивировано. В письме к Пико Кастро писал:

Я могу рассчитывать лишь на 100 человек, недостаточно вооружённых, плохо обеспеченных и уставших, поэтому у меня есть все основания опасаться, что эти воины не будут сражаться, когда в этом возникнет необходимость.

6 августа коммодор Роберт Стоктон высадился на побережье залива Сан-Педро, где начал подготовку к походу на Лос-Анджелес. 10 августа Пико и Кастро покинули поселение и направились в Мексику. Сразу после этого американское войско начало свой поход на Лос-Анджелес. Коммодору понадобилось три дня, чтобы дойти до южных окраин поселения, где к нему примкнуло войско Джона Фримонта. 13 августа объединённые силы численностью порядка 400—500 человек вошли в Лос-Анджелес, не встретив никакого сопротивления. 17 августа Стоктон издал прокламацию, в которой провозгласил себя военным губернатором Калифорнии. В близлежащих ранчо оставались сторонники Кастро. Они готовились к освобождению поселения. В битве при ранчо Домингес повстанцам удалось одержать победу. Новым губернатором был избран Хосе Мария Флорес, который продержался в должности с 26 октября 1846 года по 8 января 1847 года.
В конце 1846 года американские войска вышли из Сан-Диего в направлении Лос-Анджелеса с целью возврата контроля над поселением. 8 января 1847 года состоялась битва при Сан-Гейбриеле, по результатам которой американцы вплотную приблизились к поселению. Жители Лос-Анджелеса выразили готовность сдать город без сопротивления в обмен на гарантию, что их имущество не будет разграблено. Примерно к полудню американские войска вошли в центральные части Лос-Анджелеса. С января 1847 года по август 1848 года поселение находилось под военным управлением, которое в разное время возглавляли Джон Фримонт, Стивен Карни и Ричард Мейсон.

### В составе США
После поражения Мексики в американо-мексиканской войне город перешёл к США по мирному договору 1848 года. В 1850 году Лос-Анджелес получил официальный статус города. По переписи того же года, население составило 1610 человек. В переходный период 1848—1855 годов перед местными жителями стал вопрос строительства школ, церквей, а также зданий социального назначения, которые бы способствовали инфраструктурному развитию города. В январе 1851 года была открыта первая школа, где могли обучаться как мальчики, так и девочки. В 1855 году в городе насчитывалось 753 ребёнка школьного возраста, однако образование получало лишь около 50 детей. Это было связано с тем, что большинство коренных калифорнийцев не усматривали в школах какой-либо пользы. В период 1860—1870 годов население города увеличилось на более чем тысячу человек, однако темп прироста едва ли доходил до среднего по стране, главным образом, из-за незначительной иммиграции. В связи с географической обособленностью региона Гражданская война практически не затронула Лос-Анджелес.

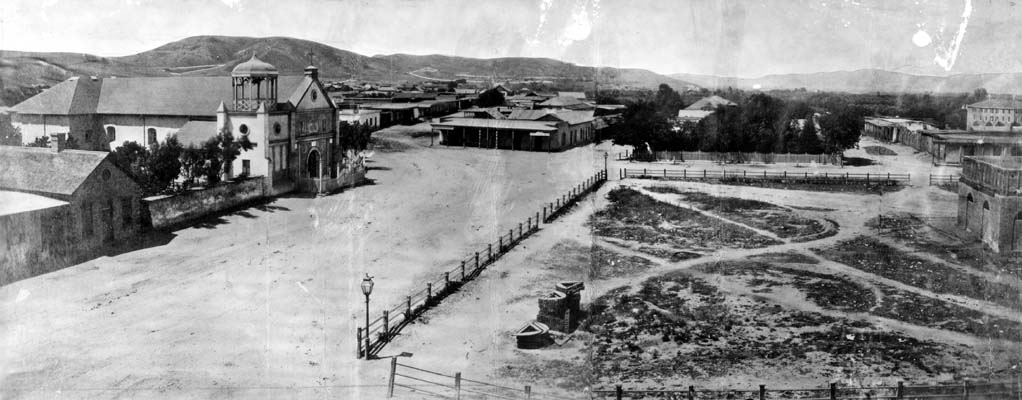
Лос-Анджелес, 1869 год

В сентябре 1876 года компания «Southern Pacific» завершила строительство железной дороги от Нового Орлеана до Лос-Анджелеса. Цитрусовое плодоводство, в особенности выращивание апельсинов, вскоре стало основой местного хозяйства. Расширение экономического сотрудничества с другими регионами способствовало появлению в 1873 году торговой палаты. Активно осваивались окрестности города: были созданы сотни небольших ранчо площадью от сорока до двухсот акров. Увеличение численности населения города привело к развитию новых жилых районов, а рост активности бизнеса способствовал расширению строительства. В 1873 году был заложен Восточный Лос-Анджелес. В конце 1880-х годов проводилась политика по заселению города за счёт внутренней миграции, в результате чего цены на недвижимость сильно возросли. В 1890 году население Лос-Анджелеса составило 50 000 человек, увеличившись чуть менее чем в пять раз. Десятилетие 1890—1900 годов оценивается как период устойчивого, равномерного роста города. В тот же период стало активно разрабатываться обнаруженное нефтяное поле Лос-Анджелеса, что предопределило бурное развитие города в начале XX века. 

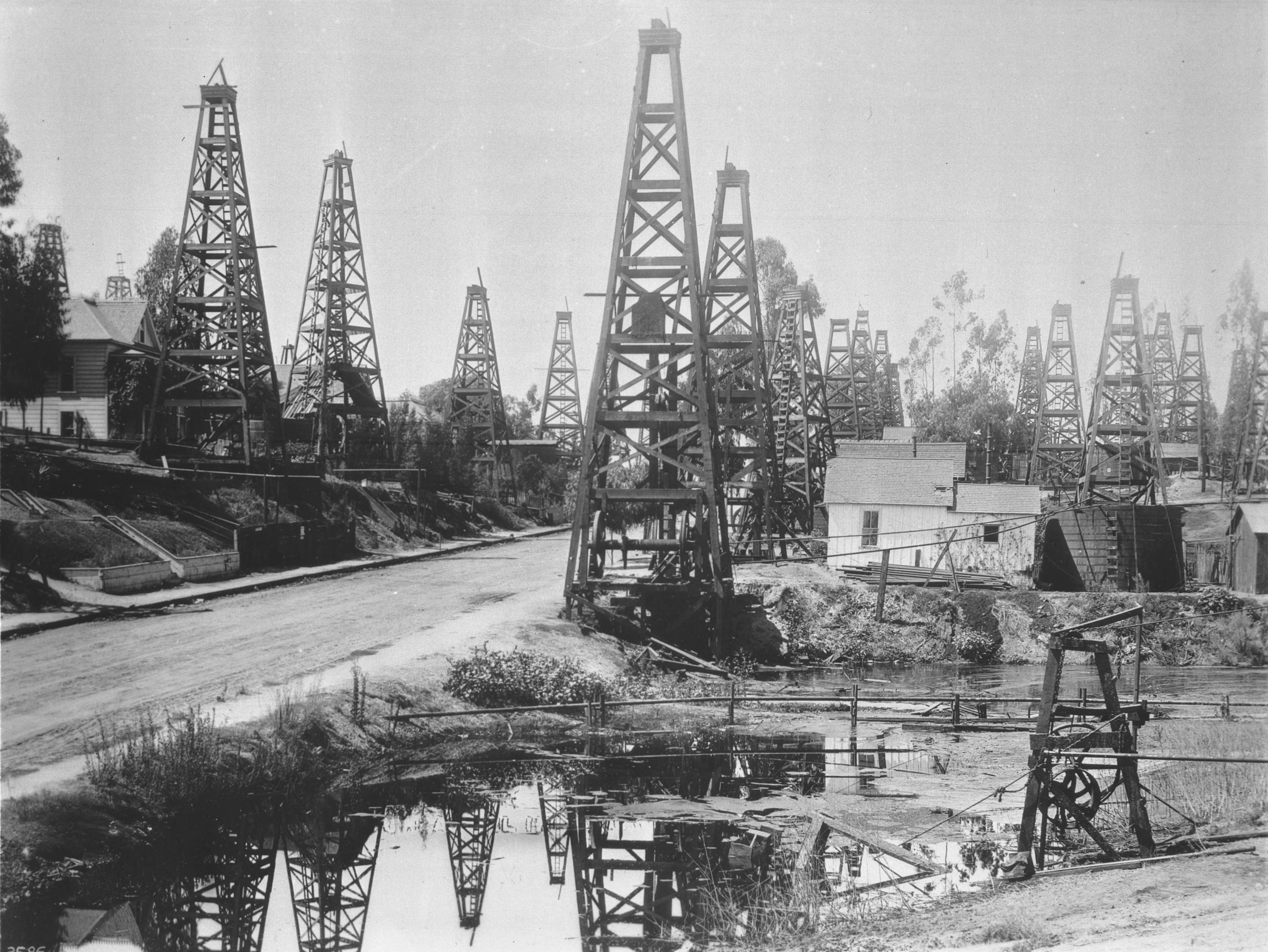
Нефтяные вышки в Лос-Анджелесе (1896)

По состоянию на 1923 год на Лос-Анджелес приходилась пятая часть всей мировой нефтедобычи. Благодаря инженеру Уильяму Малхолланду в 1913 году было завершено строительство акведука, обеспечившего водоснабжение города. С 1920-х годов в Лос-Анджелесе быстрыми темпами стали развиваться авиационная промышленность и киноиндустрия. Городская черта города значительно расширилась, распространившись на долину Сан-Фернандо и южные территории, где ныне расположен порт. За десятилетие население города более чем удвоилось. После краха фондового рынка в 1929 году рост резко замедлился. В 1930-х возобновился земельный бум, пережила возрождение нефтяная отрасль, стимулировав строительство портовых терминалов в Лонг-Бич и появление городской промышленной зоны. В 1932 году город принял X летние Олимпийские игры.
В период Второй мировой войны город был крупным центром военного производства в части судостроения и авиастроения. Компания «Calship» построила сотни кораблей «Либерти» и «Виктори». Кроме того, недалеко от Лос-Анджелеса располагались штаб-квартиры шести крупнейших авиастроителей страны (Douglas Aircraft, Hughes Aircraft, Lockheed, North American Aviation, Northrop Corporation и Vultee). В этот период в город переселился ряд немецких деятелей науки, культуры и искусства, бежавших от нацизма (среди них Лион Фейхтвангер, Томас Манн, Фриц Ланг, Бертольт Брехт). В 1942 году тысячи жителей японского происхождения были выселены в закрытые лагеря за пределы города. Интернирование проводилось в соответствии с правительственным распоряжением, подписанным президентом Франклином Рузвельтом.
В послевоенные годы город бурно развивался и рос; строились многочисленные транспортные развязки, небоскрёбы. К 1970 году центральная часть города не только опустела, но, по словам некоторых опрошенных жителей, стала казаться «чужой и даже враждебной». В отношении Лос-Анжелеса употребляли такие определения, как «пригороды в поисках города», «прототип супергорода», «автопия» (зона, выделенная исключительно для движения автотранспорта). В 1984 году в городе вновь была проведена летняя Олимпиада, в которой не принимали участие спортсмены из стран социалистического лагеря.

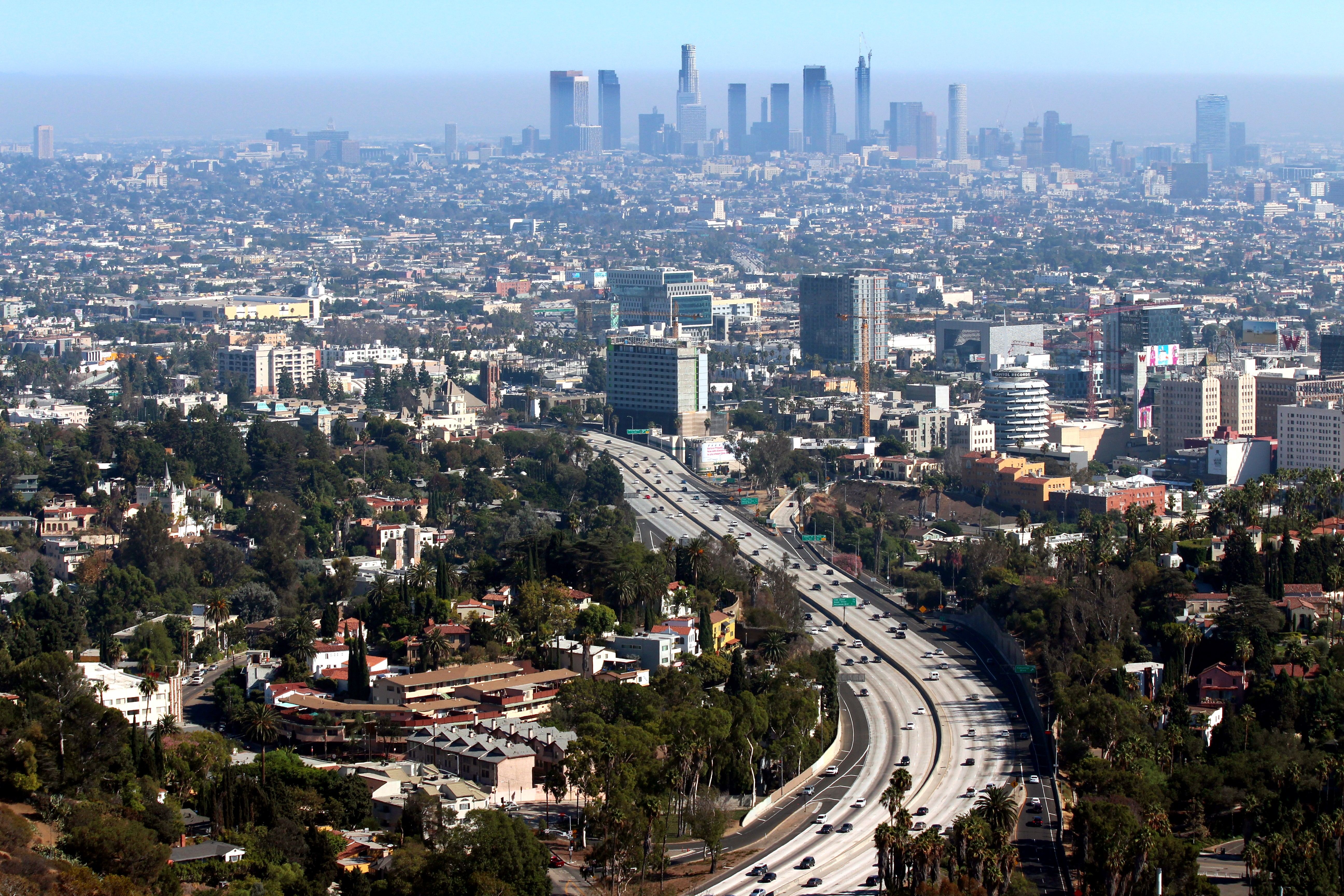
Вид на Лос-Анджелес, 2016 год

В 1980-х годах занятость в обрабатывающей промышленности стала существенно сокращаться. Окончание холодной войны и серьёзные сокращения контрактов Министерства обороны вызвали новый экономический кризис в регионе. В начале 1990-х годов волна спада распространилась также на сектор финансов, страхования, недвижимости и строительную отрасль.
В 1992 году в Лос-Анджелесе произошли массовые беспорядки, крупнейшие с 1960-х годов, спровоцированные процессом над четырьмя белыми полицейскими, уличёнными в избиении афроамериканца, но оправданными на суде. В беспорядках нашла выход накопившаяся национальная неприязнь: главными жертвами толпы стали корейские лавочники. Было убито 55 человек и 2 тыс. ранено. После шести дней беспорядков в город были введены армейские подразделения, произведено более 10 тыс. задержаний.
В 1994 году город пережил разрушительное землетрясение, повредившее многие дома и объекты городской инфраструктуры. После этих событий набрало силу движение за отделение Голливуда и долины Сан-Фернандо от Лос-Анджелеса, но всеобщее голосование 2002 года не позволило осуществиться этим планам. В конце XX — начале XXI века многие кварталы города (среди которых Голливуд, Сильвер-Лейк, центральная часть города, корейский квартал) подверглись джентрификации.
В 2022 году город был награждён премией All-America City Award (с англ. — «Всеамериканский город») присуждаемой Национальной гражданской лигой, которую неофициально называют «Нобелевской премией за конструктивное гражданство» и которая выдается за активную гражданскую позицию жителей некорпоративных сообществ Соединённых Штатов в жизни местного самоуправления. 
В 2028 году Лос-Анджелес примет XXXIV летние Олимпийские игры, что сделает его третьим городом, в котором Олимпийские игры проводились трижды.

## Физико-географическая характеристика

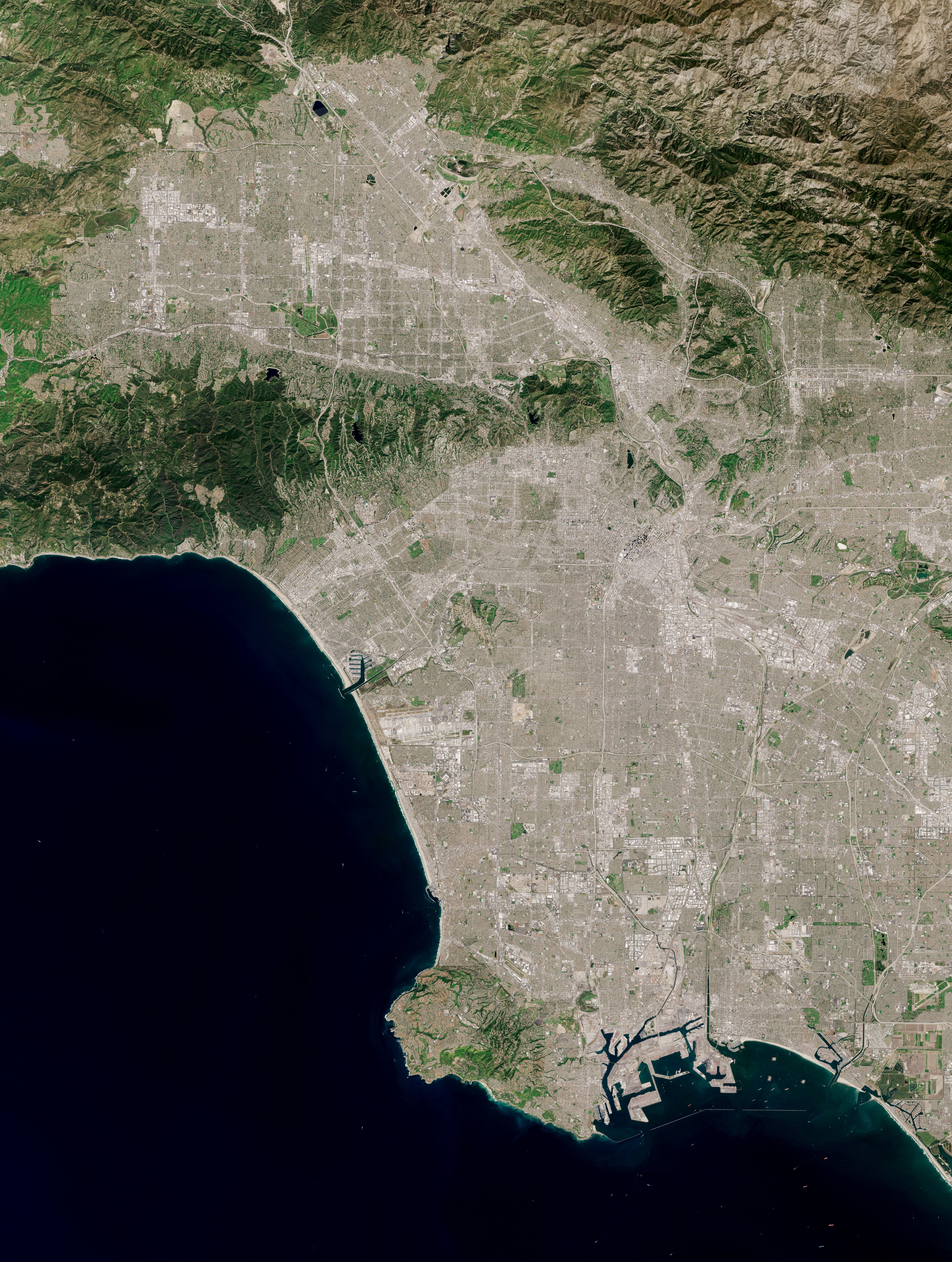
Лос-Анджелес,
фото со спутника (2019)

### Географическое положение
Географические координаты Лос-Анджелеса: 33°56′ с. ш. 118°24′ з. д.. Расположен на юго-западном побережье США, примерно в 190 км к северу от американо-мексиканской границы. По данным Бюро переписи населения, площадь города по состоянию на 2021 год составляет 1299,01 км², из которых 1215,98 км² — суша и 83,03 км² — водные объекты (6,39 %). Территория города является девятой по площади в континентальной части США (то есть за исключением Джуно, Ситки, Врангеля, Анкориджа, штат Аляска и Гонолулу, штат Гавайи). Максимальная протяжённость с севера на юг составляет 71 км, с востока на запад — 38 км, протяжённость городских границ — 550 км.
| С-З | Сан-Хосе ≈ 547 км Сан-Франциско ≈ 615 км | Ванкувер ≈ 2052 км Калгари ≈ 2527 км | Оттава ≈ 4488 км Нью-Йорк ≈ 4491 км                        | С-В |
| З   |                                          | Роза ветров                          | Оклахома-Сити ≈ 2136 км Мемфис ≈ 2887 км Атланта ≈ 3498 км | В   |
| Ю-З |                                          |                                      | Хьюстон ≈ 2491 км Мехико ≈ 3057 км Майами ≈ 4398 км        | Ю-В |

### Рельеф
Рельеф представлен аллювиальной равниной, ограниченной на северо-западе горами Санта-Моника и холмами Элизиан, Репетто и Пуэнте; на северо-востоке — хребтом Сан-Гейбриел; на востоке и юго-востоке — горами Санта-Ана, Сан-Франциско и Хоакин; на западе
и юго-западе — Тихим океаном. Наивысшая точка Лос-Анджелеса — гора Лукенс (1547 м). Самая крупная река города — Лос-Анджелес (51,5 км реки находится непосредственно в пределах мегаполиса), берущая начало в долине Сан-Фернандо. По большей части протекает в искусственном бетонном русле, в засушливое время практически пересыхает. Кроме того, в городе протекают река Арройо-Секо, ручьи Алисо, Баллона, Комптон, Белл, Чатсуорт, Браунс-Каньон-Уош и Туджунга-Уош, а также несколько каналов, крупнейшим из которых является Домингес. В Лос-Анджелесе также находятся водохранилища Айвенго, Стоун-Каньон, Холливуд, Чатсуорт, Энсино и озеро Харбор.

### Геология
Лос-Анджелес расположен в пределах зоны активной трансформации восточного края Тихоокеанской плиты. Граница плиты очерчена разломом Сан-Андреас, расположенным в 56 км к северо-востоку от центра города. Тихоокеанская плита движется на северо-запад со средней скоростью 48-52 мм в год. Последнее крупное землетрясение датировано 1994 годом, эпицентр которого находился в северной части долины Сан-Фернандо. Другие крупные землетрясения XX века имели место в 1933, 1971 и 1987 годах. Как бы то ни было, большинство землетрясений, происходящих в районе города, ощущаются лишь как слабые толчки (небольшие колебания регистрируются сейсмометрами практически ежедневно).

### Климат

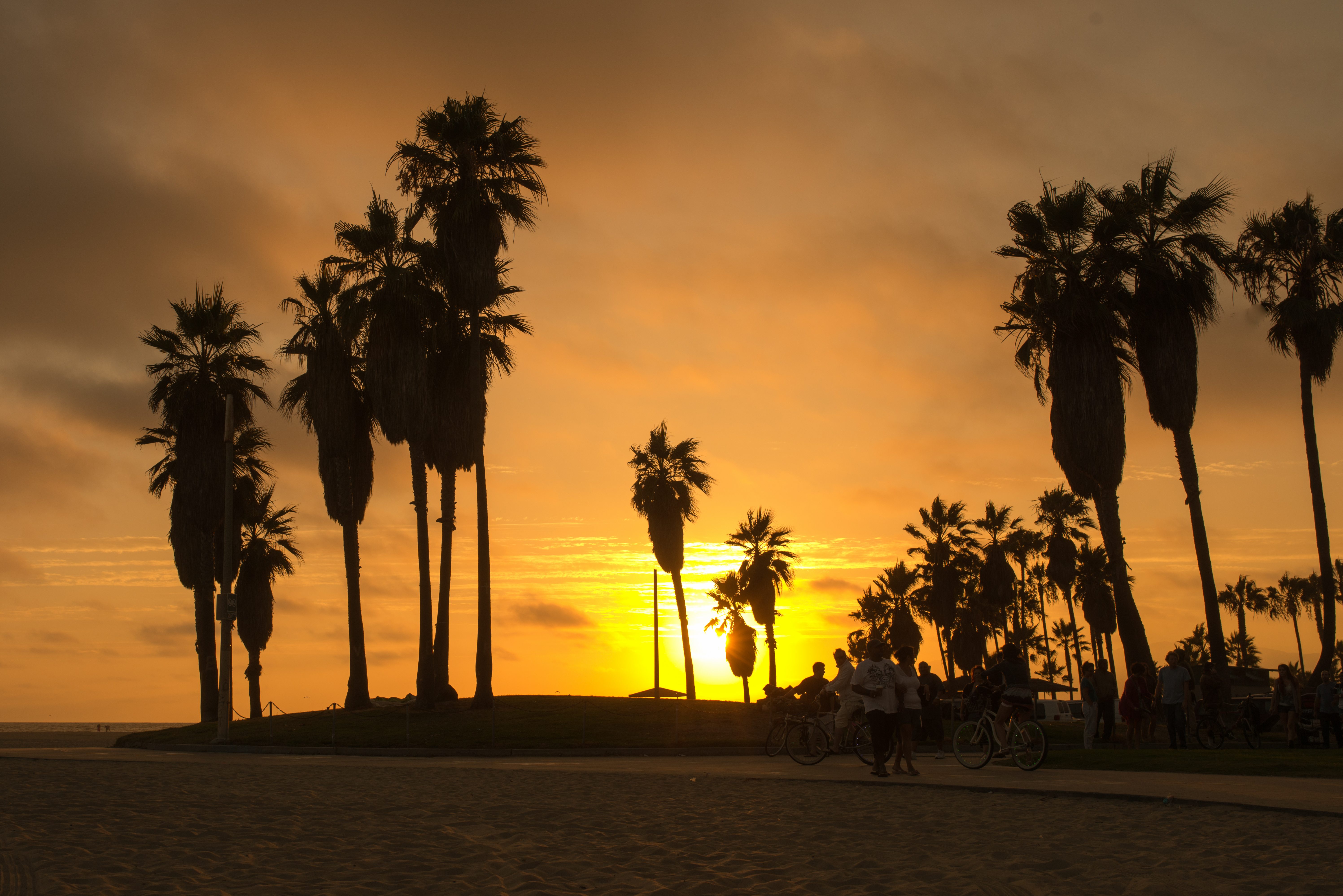
Закат
в западной части Лос-Анджелеса

Согласно классификации Кёппена, Лос-Анджелес относится к области средиземноморского климата, для которого характерны сухое лето и дождливая зима, ярко выраженные сезонные изменения количества осадков с относительно умеренными изменениями температуры воздуха. Бризы, дующие с Тихого океана, делают климат в районах города, прилегающих к береговой линии, более прохладным летом и более тёплым зимой, по сравнению с такими «континентальными» районами города, как, например, долина Сан-Фернандо. В городе периодически наблюдается ветер Санта-Ана, переносящий воздушные потоки из континентальных районов к океану. В Лос-Анджелесе, как и на бо́льшей части южного побережья Калифорнии, в мае-июне можно наблюдать необычное явление под названием «Июньский мрак», характеризующееся пасмурным небом в утренние часы, которое к полудню уступает место ясной погоде.
Дневная температура летом зачастую превышает +30 °C, при том что средняя максимальная обычно держится в районе +25 °C; средняя минимальная ночная — в районе +18 °C. Зимой днём средняя максимальная температура составляет +19 °C, средняя минимальная ночная — около +10 °C. Зафиксированный за время наблюдений температурный максимум составил +45 °C (27 сентября 2010 года), минимум был зафиксирован 14 января 2013 года — 1,1 °C. Относительная влажность воздуха составляет в среднем 63 процента в год (среднесуточная максимальная — 75, среднесуточная минимальная — 53). В июне-октябре наблюдается превышение среднего показателя на 10—20 процентных пунктов. В Лос-Анджелесе в среднем 185 солнечных дней в году.
Дожди наиболее характерны для зимних и весенних месяцев (февраль — самый влажный месяц). В среднем в Лос-Анджелесе за год выпадает 311 мм осадков (среднее количество дней с осадками — 38). Снег в пределах города выпадает редко, в то же время горы, окружающие Лос-Анджелес, достаточно регулярно покрываются снегом. 15 января 1932 года в городе был зафиксирован самый обильный снегопад. Толщина снежного покрова составила порядка пяти сантиметров. В феврале 2019 года, впервые за 57 лет в Лос-Анджелесе вновь выпал снег. Благодаря климатическим условиям в некоторые дни в городе можно в один и тот же день заниматься как горнолыжным спортом, так и сёрфингом.
| Показатель                                        | Янв. | Фев. | Март | Апр. | Май  | Июнь | Июль | Авг. | Сен. | Окт. | Нояб. | Дек. | Год  |
| ------------------------------------------------- | ---- | ---- | ---- | ---- | ---- | ---- | ---- | ---- | ---- | ---- | ----- | ---- | ---- |
| Абсолютный максимум, °C                           | 32,8 | 32,2 | 34,4 | 38,8 | 38,8 | 38,3 | 42,2 | 38,9 | 45,0 | 40,0 | 36,1  | 29,4 | 45,0 |
| Средний суточный максимум, °C                     | 19,1 | 18,7 | 18,9 | 20,1 | 20,8 | 22,2 | 23,9 | 24,8 | 24,7 | 23,6 | 21,6  | 18,9 | 21,4 |
| Средняя температура, °C                           | 14,4 | 14,4 | 15,1 | 16,2 | 17,6 | 19,1 | 20,9 | 21,5 | 21,2 | 19,5 | 16,8  | 14,2 | 17,6 |
| Средний суточный минимум, °C                      | 9,7  | 10,1 | 11,2 | 12,3 | 14,2 | 16,1 | 17,8 | 18,2 | 17,6 | 15,4 | 12,1  | 9,5  | 13,7 |
| Абсолютный минимум, °C                            | 1,1  | 2,8  | 3,9  | 6,1  | 9,4  | 12,2 | 13,9 | 14,4 | 12,8 | 9,4  | 3,9   | 2,2  | 1,1  |
| Норма осадков, мм                                 | 73   | 76   | 44   | 15   | 7    | 2    | 1    | 0    | 3    | 12   | 21    | 57   | 311  |
| Температура воды, °C                              | 14   | 14   | 14   | 14   | 14   | 15   | 17   | 17   | 18   | 17   | 16    | 15   | 15   |
| Источник: NWS, World Climate Guide, NOAA, NOWData |      |      |      |      |      |      |      |      |      |      |       |      |      |

### Растительность

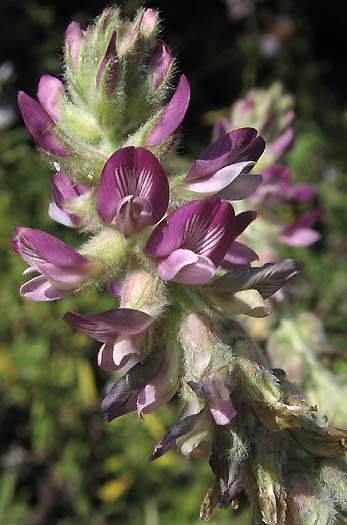
Астрагал Браунтона

Разнообразие географических объектов в окрестностях города (пляжи, дюны, болота, горы, холмы, реки) создаёт условия для существования многообразия биологических сообществ. Лос-Анджелес в основном окружают засушливые субтропические редколесья с обилием ярко цветущих растений. На улицах, в садах и скверах Лос-Анджелеса произрастают многочисленные экзотические растения, например, различные виды пальм (среди них вашингтония крепкая, вашингтония нитеносная, финик канарский), апельсиновые деревья, бругмансии, жакаранды, фикусы крупнолистные, стрелиции, бугенвиллеи, агавы оттянутые, агавы американские, опунции, гетеромелесы, гречихи, жасмины и пампасные травы. Вместе с тем, чрезмерная урбанизация ландшафта приводит к сокращению ареала произрастания и исчезновению многих биологических видов. Одним из эндемичных представителей флоры Лос-Анджелеса, находящихся на грани исчезновения, является астрагал Браунтона.
Лос-Анджелес насчитывает более 65 км² парковой зоны, а также более 400 действующих парков. Город является местом обитания и произрастания для более чем 1200 видов животных и растений. Кроме того, он признан одним из трёх очагов биоразнообразия в стране. В связи с этим, властями США принята программа «Green New Deal» (англ. «Новый зелёный курс»), целью которой является минимизация потерь местных видов к 2035 году за счёт перехода на альтернативную энергетику и сокращения выбросов парниковых газов.

### Экологическое состояние
В связи с географическим положением города, делающим его территорию подходящим местом для возникновения температурных инверсий, а также значительной автомобилизацией населения, Лос-Анджелес страдает от атмосферного загрязнения, проявляющегося в виде смога. Наибольшим загрязнителем являются ультрадисперсные частицы PM2.5 (14—19 мкг/м³), которые выделяются в результате открытого горения и эксплуатации автомобилей с ДВС. При взаимодействии данных частиц с озоном образуется смог. Летний период характеризуется бо́льшим загрязнением, нежели другие поры года. Это обусловлено сухими условиями, меньшим количеством осадков и высокой температурой воздуха. Среднемесячные значения индекса качества воздуха в 2019 году варьировались в пределах 32 AQI в феврале («хорошо») до 64 AQI в ноябре («умеренно»). В настоящее время Лос-Анджелес не отвечает национальным стандартам качества воздуха по концентрации PM2.5 и озона. В дополнение к этому грунтовые воды города загрязнены метил-трет-бутиловым эфиром с автозаправочных станций и другими химическими соединениями. Всё это заставляет власти и население уделять бо́льшее внимание снижению уровня выбросов, связанного с использованием автомобильного транспорта (по разным оценкам, его в городе порядка 6,5 миллионов). В последние годы внедряется более качественное моторное топливо, а также усовершенствованные, в том числе гибридные, двигатели для автомобилей. Кроме того, особую популярность приобрели электромобили.
Благодаря внесению поправок в Закон о чистом воздухе в 1990 году, образовалась тенденция к снижению концентрации загрязняющих веществ. Так, в период 2017—2018 годов качество воздуха улучшилось на 10,6 %, а в 2018—2019 годах — ещё на 11,8 %. Данные, собранные Агентством по охране окружающей среды и отражённые в Отчёте о качестве воздуха в период COVID-19, показали, что в городе с 7 по 28 марта 2020 года наблюдался период с лучшим когда-либо зафиксированным качеством воздуха (ниже пределов, установленных ВОЗ, (<10 мкг/м³)). Данное достижение было обусловлено мерами, предпринятыми властями для сдерживания распространения пандемии COVID-19, во время которой многие предприятия города были закрыты, а жителям было рекомендовано оставаться дома. Несмотря на предпринятые шаги и положительные тенденции, по данным американской лёгочной ассоциации на 2024 год, Лос-Анджелес занимает 4-е место в списке самых загрязнённых городов США по концентрации вредных веществ и 1-е место по концентрации озона.
Согласно плану устойчивого развития, озвученного мэром города Эриком Гарсетти, количество автомобилей с нулевым уровнем выбросов должно увеличиться с 1,4 % в 2018 году до 25 % к 2025 году и до 100 % к 2050 году.
Лесные пожары в Южной Калифорнии, произошедшие в январе 2025 года, охватили и Лос-Анджелес, нанеся колоссальный экологический и экономический ущерб.

## Административное устройство

### Органы власти

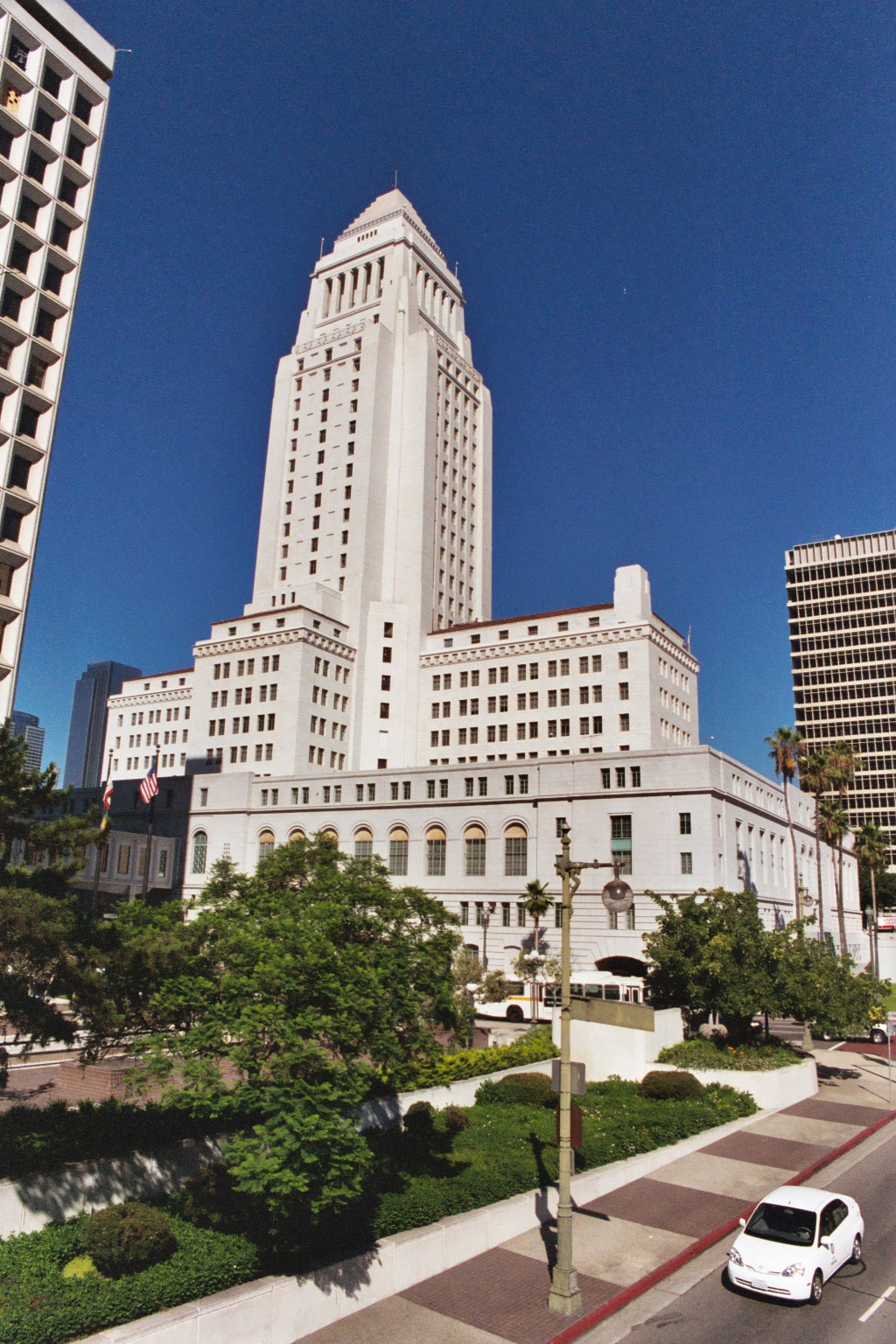
Здание муниципалитета

Руководство Лос-Анджелесом осуществляется на основании хартии, принятой 8 июня 1999 года (вступила в силу 1 июля 2000 года). Согласно ей, главой города является мэр, на которого возлагаются функции исполнительной ветви власти. В обязанности мэра входит представление интересов города на встречах внутри страны и за её пределами, управление департаментами и подразделениями, координация действий в случае чрезвычайного положения, ежегодное представление Совету города планируемого бюджета и другие обязанности, определяемые хартией Лос-Анджелеса. Глава города избирается гражданами путём голосования максимум на два срока, по четыре года каждый. По состоянию на 2025 год, пост мэра занимает  Карен Басс, одержавшая победу на выборах в 2022 году и ставшая первой женщиной-мэром Лос-Анджелеса. Согласно пункта (b) 205 Раздела хартии, предыдущий мэр Эрик Гарсетти покинул свою должность в декабре 2022 года.
Законодательная власть принадлежит городскому совету, состоящему из пятнадцати членов, избираемых жителями пятнадцати дистриктов (ограничение — три срока по четыре года). Совет назначает дату выборов, вносит изменения в систему налогообложения, принимает бюджет, а также утверждает в должности кандидатов, предложенных мэром, на руководящие посты в городских департаментах.
Кроме того, жителями Лос-Анджелеса избирается городской прокурор, который представляет интересы города в судебных разбирательствах, берёт под собственный контроль криминогенную обстановку, а также выполняет функции юридического советника для городских институтов. Избирается на четырёхлетний период с ограничением в два срока. С 2022 года эту должность занимает  Хайди Фельдштейн Сото. Существует также пост городского контролёра, в обязанности которого входит формирование городской казны и специальных фондов, контроль за ведением финансовой отчётности различными департаментами, проведение проверок эффективности работы городских институтов. Избирается на четырёхлетний период с ограничением в два срока. С 2022 года эту должность занимает  Кеннет Мехия.
В городе существует ряд государственных органов, среди них Департамент полиции Лос-Анджелеса, Совет комиссаров полиции Лос-Анджелеса, Пожарная служба Лос-Анджелеса, Жилищное управление Лос-Анджелеса, Департамент транспорта Лос-Анджелеса.
Местное самоуправление в городе с 1999 года осуществляется советами нейборхудов, формируемыми на выборной основе (их насчитывается девяносто девять). Фактически данные советы не имеют прямой власти и их деятельность по большей части носит контролирующий характер, тем не менее они являются официальными властными органами, которые совместно с мэрией отстаивают интересы своих кварталов по таким вопросам, как развитие инфраструктуры, снижение числа бездомных и противодействие чрезвычайным ситуациям.

#### Представительство на уровне штата и страны
В Ассамблее Калифорнии Лос-Анджелес разделён на тринадцать округов, а также представлен шестью сенаторами на уровне штата. Палата представителей США располагает девятью конгрессменами, представляющими город.

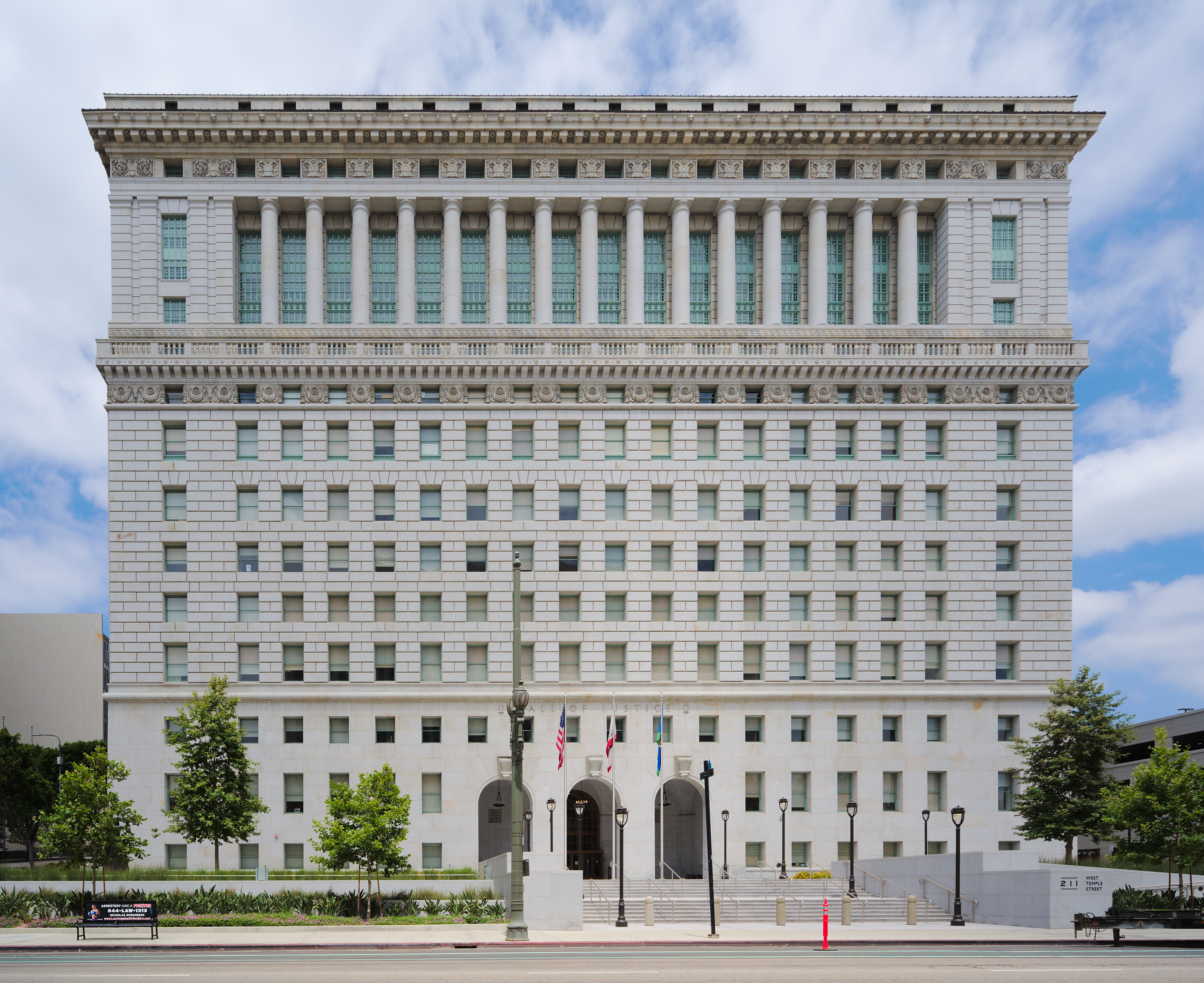
Здание городского суда

| Представитель    | Округ | Партия | Выборы        | Прим.   | Представитель      | Округ | Партия | Выборы        | Прим.   |
| ---------------- | ----- | ------ | ------------- | ------- | ------------------ | ----- | ------ | ------------- | ------- |
| Джордж Уайтсайдс | 27    |        | 3 ноября 2026 | [ 147 ] | Тед Лью            | 36    |        | 3 ноября 2026 | [ 147 ] |
| Лус Мария Ривас  | 29    |        | 3 ноября 2026 | [ 147 ] | Сидни Камлагер-Дав | 37    |        | 3 ноября 2026 | [ 147 ] |
| Лора Фридман     | 30    |        | 3 ноября 2026 | [ 147 ] | Максин Уотерс      | 43    |        | 3 ноября 2026 | [ 147 ] |
| Брэд Шерман      | 32    |        | 3 ноября 2026 | [ 147 ] | Нанетт Барраган    | 44    |        | 3 ноября 2026 | [ 147 ] |
| Джимми Гомес     | 34    |        | 3 ноября 2026 | [ 147 ] |                    |       |        |               | [ 147 ] |

### Административное деление

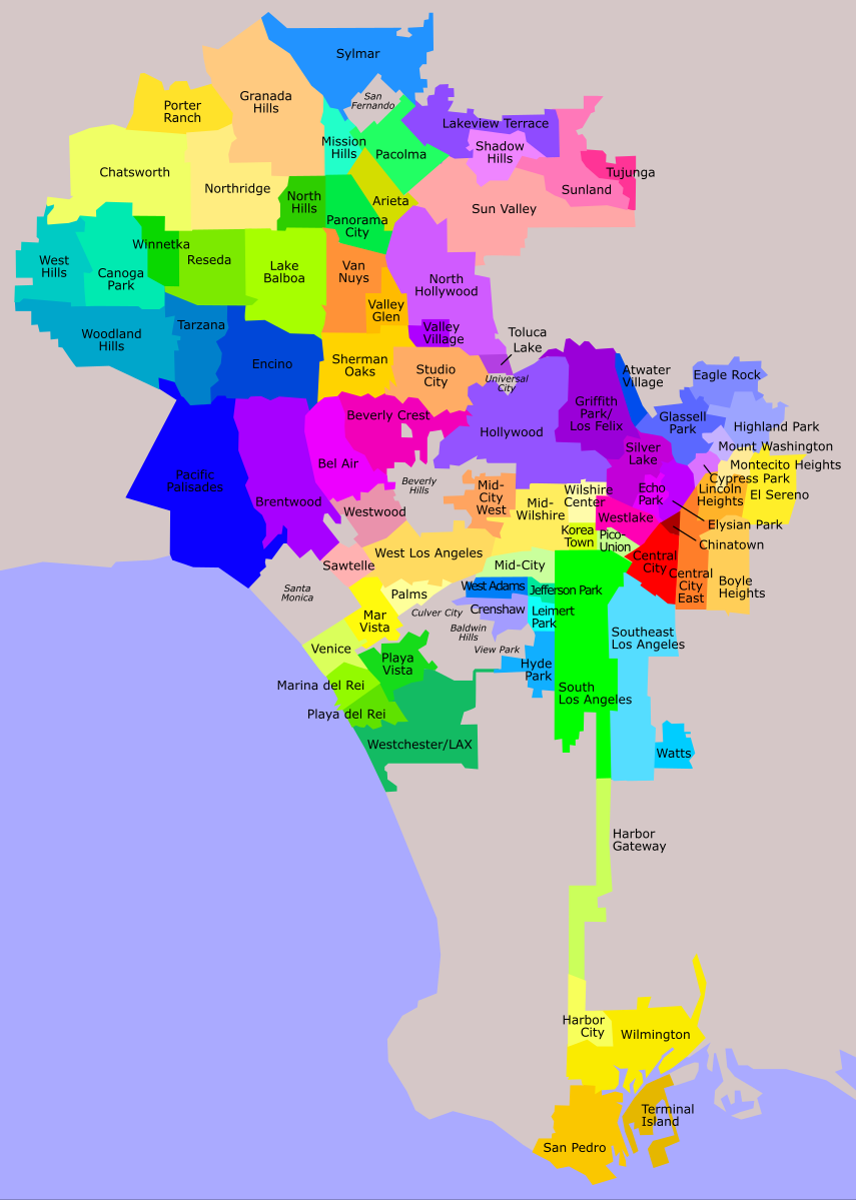
Карта нейборхудов Лос-Анджелеса

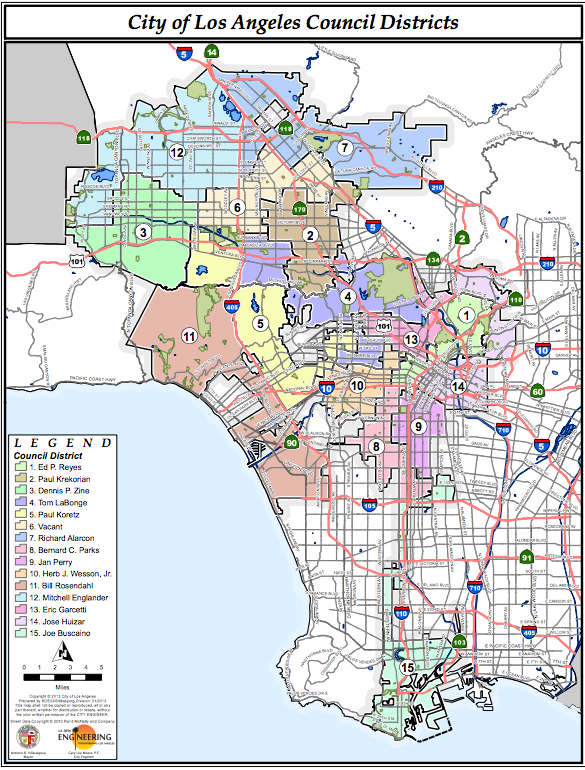
Карта дистриктов Лос-Анджелеса

Девять регионов округа Лос-Анджелес полностью или частично расположены на территории города. Данными регионами являются Центральный Лос-Анджелес, Саут-Бей, Крескента, Харбор, Голливуд, Северо-восточный Лос-Анджелес, Сан-Фернандо, Южный Лос-Анджелес и Вестсайд. В свою очередь, будучи в границах города, они подразделяются на девяносто девять нейборхудов. Внутри самого Лос-Анджелеса находятся девять городов: Западный Голливуд, Санта-Моника, Беверли-Хиллз, Калвер-Сити, Малибу, Сан-Фернандо, Калабасас, Инглвуд и Авалон.
Город состоит из пятнадцати дистриктов, главы которых представляют интересы населения в городском совете.
| Дистрикт | Глава                | Партия | Выборы        | Прим.   | Дистрикт | Глава               | Партия | Выборы        | Прим.   |
| -------- | -------------------- | ------ | ------------- | ------- | -------- | ------------------- | ------ | ------------- | ------- |
| 1        | Юниссес Эрнандес     |        | 3 ноября 2026 | [ 152 ] | 9        | Каррен Прайс        |        | 3 ноября 2026 | [ 152 ] |
| 2        | Адрин Назарян        |        | 7 ноября 2028 | [ 152 ] | 10       | Хизер Хатт          |        | 7 ноября 2028 | [ 152 ] |
| 3        | Боб Блюменфилд       |        | 3 ноября 2026 | [ 152 ] | 11       | Трейси Парк         |        | 3 ноября 2026 | [ 152 ] |
| 4        | Нитья Раман          |        | 7 ноября 2028 | [ 152 ] | 12       | Джон Ли             |        | 7 ноября 2028 | [ 152 ] |
| 5        | Кэти Ярославски      |        | 3 ноября 2026 | [ 152 ] | 13       | Хьюго Сото-Мартинес |        | 3 ноября 2026 | [ 152 ] |
| 6        | Имельда Падилья      |        | 7 ноября 2028 | [ 152 ] | 14       | Изабель Хурадо      |        | 7 ноября 2028 | [ 152 ] |
| 7        | Моника Родригес      |        | 3 ноября 2026 | [ 152 ] | 15       | Тим Макоскер        |        | 3 ноября 2026 | [ 152 ] |
| 8        | Маркиз Харрис-Доусон |        | 7 ноября 2028 | [ 152 ] |          |                     |        |               | [ 152 ] |

### Официальные символы
Флаг города был принят 22 июля 1931 года. Согласно сохранившимся документам городского совета, утверждение символа было приурочено к 150-летию со дня основания Лос-Анджелеса. Цвета полос на нём имеют двоякое значение. Три цвета предположительно представляют три основные сельскохозяйственные культуры Калифорнии: оливковые деревья (зелёный), апельсиновые рощи (жёлтый) и виноградники (красный), но также отсылают к истории Лос-Анджелеса, его былой принадлежности к испанской и мексиканской культурам: зелёный и красный используются на флаге Мексики, а красный и жёлтый — на флаге Испании. Зубчатый узор не носит особого символизма.
Печать Лос-Анджелеса утверждена городским советом в 1905 году. Разработана заместителем городского прокурора Гербертом Гауджем. Включает в себя изображение звёзд и полос США, медвежий флаг Калифорнии, орла и змею с герба Мексики, а также замок Кастилии и льва Леона, отражённых на гербе Испании. Ветви оливкового и апельсинового деревьев, винограда представляют Лос-Анджелес как «город, расположенный в саду». Окаймление контура 77-ю бусинами, составляющими розарий, отсылает ко временам испанских миссий.

## Демография
Согласно переписи 2020 года, в городе насчитывалось 3 898 747 жителей, по оценочным данным — 1 402 522 домашних хозяйства и 830 131 семья (на 1 июля 2022 года — 3 822 238 жителей). По численности населения Лос-Анджелес уступает лишь Нью-Йорку и занимает второе место среди городов США. В городе проживают порядка десяти процентов от общего числа жителей штата. В период 2010—2020 годов рост населения наблюдался преимущественно в южных и западных частях города. В 2021 году число жителей сократилось на 49 450 человек, что обусловлено увеличением темпов внутренней миграции, мотивацией к которой послужили рост цен на жильё и сокращение рабочих мест, обусловленные принятием превентивных мер по сдерживанию пандемии COVID-19. По данным второго квартала 2022 года, Лос-Анджелес занимает второе место в стране по чистому оттоку населения. Основными пунктами назначения для переселенцев являются Финикс, Лас-Вегас, Сан-Диего и Даллас.
Плотность населения составляет 2963,25 человека на км². Наиболее распространёнными языками являются английский и испанский, на которых разговаривают 41,74 % и 41,49 % населения соответственно. Возрастной состав населения: 23 % — младше 20 лет; 25,6 % — от 20 до 34 лет; 14,4 % — от 35 до 44 лет; 13 % — от 45 до 54 лет; 11,2 % — от 55 до 64 лет и 12,8 % — 65 лет и старше.

### Расовый состав
Расовый состав имеет следующий вид: испаноязычные или латиноамериканцы — 46,94 %; белые — 28,89 %; азиаты — 11,66 %; чёрные или афроамериканцы — 8,27 % и представители других рас — 4,24 %. В отличие от подавляющего большинства американских городов, население центра которых заметно сокращается, центральная часть Лос-Анджелеса с 1950-х годов продолжала заселяться быстрыми темпами. В первую очередь это было связано с большим притоком иммигрантов. В период 1920—1960 годов численность населения города стремительно росла благодаря массовому притоку чёрнокожего населения с юго-востока США. С начала 1990-х годов численность афроамериканцев в городе сократилась наполовину за счёт миграции афроамериканского среднего класса в континентальные части штата (особенно в Антилоп-Валли и Инленд-Эмпайр) и другие города одноимённого округа, в частности в Палмдейл, Викторвилл, Ланкастер. На смену афроамериканцам в ряд «цветных» районов Лос-Анджелеса пришли латиноамериканцы. Тем не менее афроамериканцы доминируют в таких нейборхудах как Креншо, Болдуин-Хиллз и Анджелес-Меса.
Белые составляют 28,9 % населения (2020). В основном проживают в районах вдоль тихоокеанского побережья, а именно в Брентвуде, Голливуд-Хиллз, Гайд-парке и других нейборхудах. Мексиканцы по происхождению составляют самую большую этническую группу латиноамериканцев (32 % населения города), за ними следуют выходцы из Сальвадора (7 %) и Гватемалы (4 %). Испаноязычное население имеет распространённую сеть общин по всему Лос-Анджелесу. Наибольшая концентрация латиноамериканцев сосредоточена на востоке Южного Лос-Анджелеса и в долине Сан-Фернандо.
Доля азиатов составляет порядка 12 % от общего числа жителей. Бо́льшая их часть сконцентрирована на окраинах города. Крупнейшими этническими группами являются филиппинцы (3,3 %) и корейцы (2,7 %). Китайцы составляют 1,9 % от населения Лос-Анджелеса, японцы — 0,8 %. Сообщества американцев японского происхождения проживают преимущественно в нейборхуде Соутелл. Индийцы составляют 1 % от населения города, а вьетнамцы — 0,6 %.
| Расовый состав   | 2020    | 2010    | 2000    | 1990    | 1980    | 1940    |
| ---------------- | ------- | ------- | ------- | ------- | ------- | ------- |
| Латиноамериканцы | 46,94 % | 48,48 % | 46,53 % | 39,90 % | 27,51 % | 7,15 %  |
| Белые люди       | 28,89 % | 28,66 % | 30,64 % | 37,28 % | 47,84 % | 86,35 % |
| Афроамериканцы   | 8,27 %  | 9,16 %  | 11,14 % | 13,02 % | 16,71 % | 4,24 %  |
| Азиаты           | 11,66 % | 11,08 % | 10,74 % | 9,80 %  | 6,61 %  | 2,21 %  |
| Другие           | 4,24 %  | 2,62 %  | 0,95 %  | н/д     | 1,33 %  | 0,05 %  |

### Религиозный состав
| Религиозная принадлежность жителей Лос-Анджелеса | Религиозная принадлежность жителей Лос-Анджелеса | Религиозная принадлежность жителей Лос-Анджелеса | Религиозная принадлежность жителей Лос-Анджелеса | Религиозная принадлежность жителей Лос-Анджелеса |
| ------------------------------------------------ | ------------------------------------------------ | ------------------------------------------------ | ------------------------------------------------ | ------------------------------------------------ |
| христиане                                        |                                                  |                                                  | 65 %                                             |                                                  |
| католики                                         |                                                  |                                                  | 32 %                                             |                                                  |
| протестанты                                      |                                                  |                                                  | 30 %                                             |                                                  |
| неверущие                                        |                                                  |                                                  | 25 %                                             |                                                  |
| иудеи                                            |                                                  |                                                  | 3 %                                              |                                                  |
| мусульмане                                       |                                                  |                                                  | 2 %                                              |                                                  |
| буддисты                                         |                                                  |                                                  | 2 %                                              |                                                  |
| индуисты                                         |                                                  |                                                  | 1 %                                              |                                                  |
| другие                                           |                                                  |                                                  | 1 %                                              |                                                  |

По данным исследовательского центра Пью, наиболее представительной конфессией, по состоянию на 2014 год, являлась римская католическая церковь (крупнейшая в стране епархия). В 2002 году к северу от центра города было завершено строительство современного католического собора, освящённого в честь Богоматери (англ. Cathedral of Our Lady of the Angels), которое проводилось под руководством кардинала Роджера Махони. Кроме того, существует еврейская религиозная община Лос-Анджелеса — вторая по величине в стране. Изучение религиозных предпочтений проходит исключительно в границах округа, население которого в несколько раз превышает число жителей города.

### Социальный состав
Доля жителей города, имеющих высшее образование, — 35,6 % (23,3 % — закончили бакалавриат и 12,3 % — магистратуру или докторантуру (для сравнения, в целом по штату Калифорния население с высшим образованием составляет 34,7 %). Средний годичный доход домохозяйства составляет 65 290 долларов, что на 17 % ниже среднего уровня по штату и на 0,5 % выше среднего по стране. Минимальная заработная плата в Лос-Анджелесе — 16,04 доллара в час. Порядка 35,7 % населения города находится за чертой бедности; 30 % принадлежит к низшему среднему классу; 16,4 % — к среднему классу и 17,9 % — к высшему среднему классу и богатым. В ноябре 2023 года уровень безработицы среди работоспособного населения составил 5,3 % (3,7 % — в целом по США). Бо́льшая часть населения занята в сферах промышленности, розничной торговли, информационных технологий, искусства, здравоохранения и общественного питания.

#### Бездомные

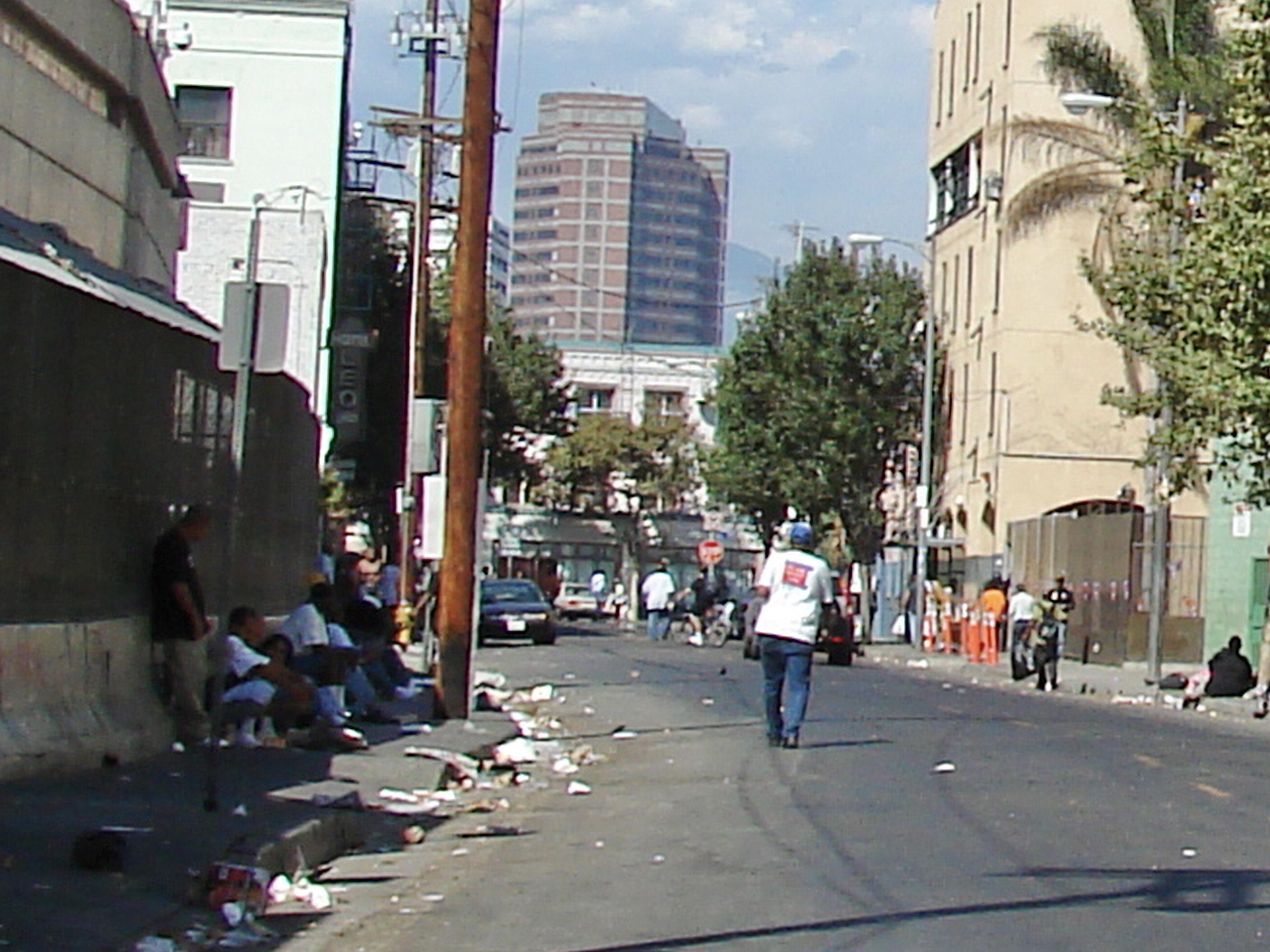
Неблагополучный нейборхуд Скид-Роу (Лос-Анджелес)

Лос-Анджелес пользуется печальной славой «американской столицы бездомных». По данным на начало 2020 года, город населяли 41 290 бездомных. По разным оценкам, в 2022 году их число варьируется от 60 000 до 80 000 человек. Каждый день умирает более пяти оставшихся без крова жителей Лос-Анджелеса. Наибольшая концентрация бездомных наблюдается в нейборхуде Скид-Роу, расположенном в пределах Даунтауна, где проживает около 5000 человек, что делает этот район самым густонаселённым бездомными в стране. В настоящее время Скид-Роу «вырос» из чёткой политики властей 1970—1980-х, официально описанной в документах городского планирования как «политика сдерживания», суть которой заключалась в концентрации услуг для беднейших слоёв населения в одном нейборхуде города. Данная политика продолжается и сегодня, что противоречит усилиям по децентрализации бездомности и бедности, которые были предприняты в большинстве других крупных городов, включая Нью-Йорк. В период 2019—2020 годов число бездомных увеличилось на 16 % — с 35 550 до 41 290 человек. Причиной тому стало подорожание жилья. До пандемии COVID-19 примерно 600 000 арендаторов жили на грани выживания, тратя около 90 % своего дохода на аренду. По состоянию на апрель 2022 года, более 300 000 домохозяйств просрочили арендную плату. Между тем, аренда на рынке Лос-Анджелеса стала практически недоступной для значительного числа чернокожих, латиноамериканцев и жителей с низким доходом, что и приводит к потере жилья.
Услуги по помощи бездомным оказывают специализированные христианские миссии, осуществляющие свою деятельность за счёт пожертвований. К концу 2010-х годов их число стало сокращаться из-за внедрения новой федеральной политики. Была принята программа по предоставлению постоянного жилья, реализацию которой осуществляет жилищное управление Лос-Анджелеса во взаимодействии с городским управлением по делам бездомных. Бездомность является одной из главных проблем для местных властей и по-прежнему приковывает общественный интерес.

### Иммигранты
В Лос-Анджелесе проживают представители из более чем 140 стран, говорящие как минимум на 224 различных языках. Город является третьим в США после Майами и Сан-Хосе по доле населения, рождённого за пределами страны. По данным статистического отчёта за 2020 год, 153,5 тысячи жителей города идентифицировало своё происхождение как немецкое; 141,1 тысячи — как ирландское; 120,5 тысячи — как английское; 108,5 тысячи — как итальянское; 71,3 тысячи — как русское.
Международный аэропорт Лос-Анджелеса представляет собой основные «ворота» для въезда иммигрантов. Важным элементом культуры Лос-Анджелеса являются этнические кварталы города, среди которых — тегеранджелес, китайский квартал, корейский квартал, таиландский квартал, исторический филиппинский квартал, Маленькая Армения и Маленькая Эфиопия, наглядно представляющие национальный колорит мегаполиса.

#### Китайский квартал

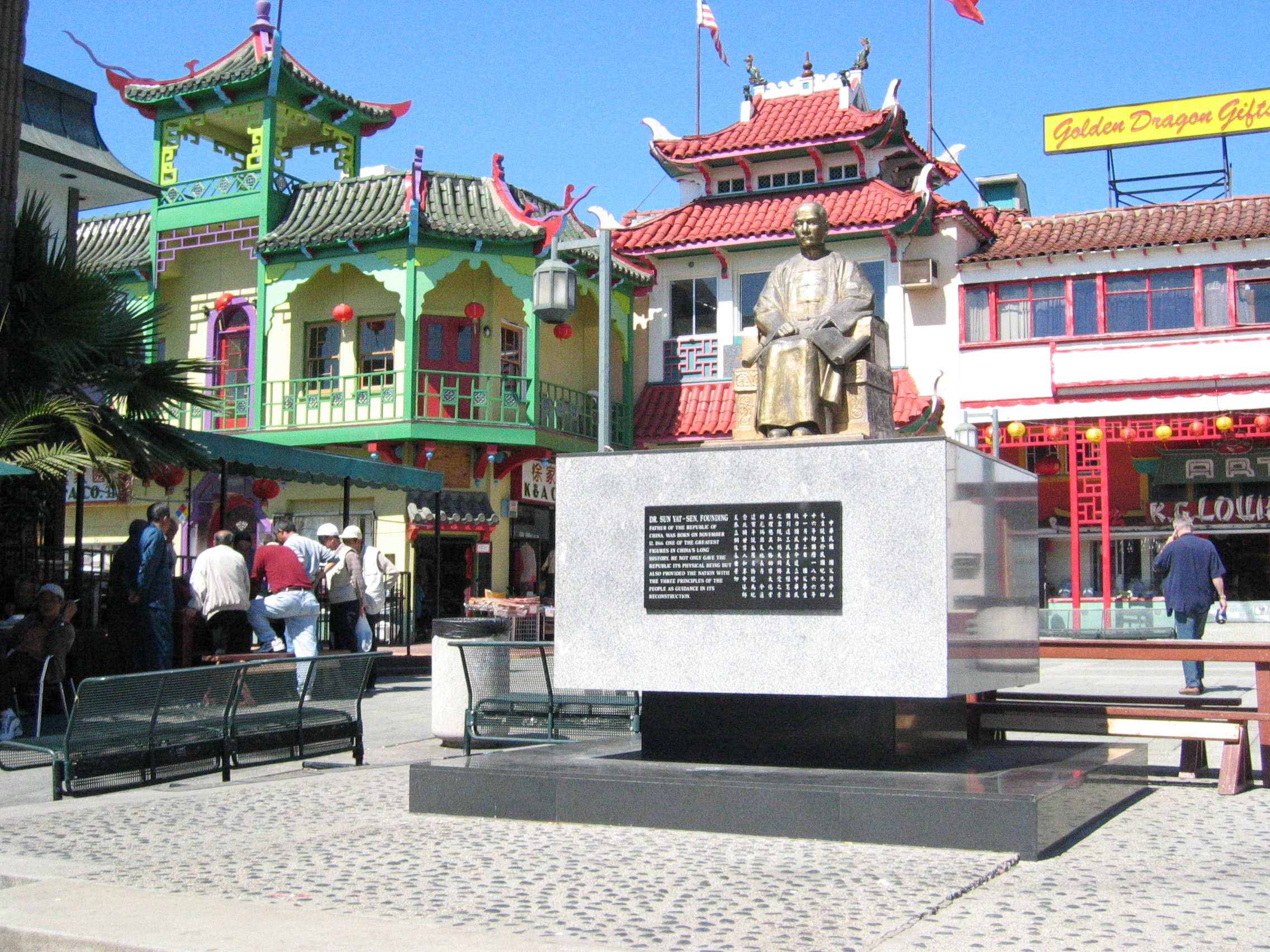
Монумент Сунь Ятсену в Китайский квартал (Лос-Анджелес)

С 1860-х годов в Лос-Анджелесе существовало как минимум четыре разных китайских квартала. Исторически «чайнатаун» являлся чем-то вроде мобильного сообщества людей, которые разделяли схожую культуру, традиции и образ жизни. Самая ранняя версия китайского квартала располагалась на месте вокзала Union Station, всего в нескольких кварталах от современного «чайнатауна». Район в основном был населён рабочими сельского хозяйства, работниками прачечных и железнодорожниками, прибывшими в основном из китайского города Гуанчжоу и его окрестностей. Китайцы работали на белых в период «золотой лихорадки». Однако как только золотые прииски в этом районе были истощены, а конкуренция за ресурсы возросла, усилились антикитайские настроения. Было принято дискриминационное законодательство, запрещающее китайцам вступать в брак с людьми белой расы, владеть землёй, лишающее их гражданства и запрещающее им заниматься различными формами деятельности. В 1882 году был принят «Акт об исключении китайцев», устанавливавший мораторий на иммиграцию из Китая, за некоторыми незначительными исключениями. В настоящее время сохранились только остатки старого «чайнатауна». Его сравняли с землёй в 1933 году для строительства нового железнодорожного вокзала в стиле ар-деко. Китайско-Американский музей на Лос-Анджелес-стрит до сих пор расположен в одной из немногочисленных сохранившихся построек старого китайского квартала.
В 1938 году в Лос-Анджелесе существовало ещё два китайских квартала — Чайна-Сити, который был построен исключительно для привлечения американских туристов, и новый китайский квартал, который был построен для поддержки китайской общины. В китайском квартале один из самых низких средних доходов домохозяйств. В связи с этим существует потребность в сохранении имеющегося и строительстве дополнительного доступного жилья для местного населения.

#### Корейский квартал
В начале XX века Ан Чханхо, член Движения за независимость Кореи, переехал в Лос-Анджелес из Риверсайда. Здесь он основал ветвь Корейской пресвитерианской церкви и отделение Корейской национальной ассоциации, расположенное на бульваре Джефферсон. Со временем регион стал централизованным поселением корейской общины и постепенно превратился в корейский квартал. В 1965 году Акт Харта-Селлера способствовал массовому притоку иммигрантов в страну. Принятие закона привело к росту корейской общины, позволив тысячам людей из Кореи иммигрировать в США, чтобы присоединиться к своим близким. Среди потока корейских иммигрантов был Хи Дук Ли (1939—2019), бизнесмен, работавший в Германии и США. Ли иммигрировал в Лос-Анджелес в 1968 году и хотел внести свой вклад в улучшение состояния корейско-ориентированного бизнеса. Он хотел создать пространство, которое корейское сообщество могло бы назвать своим. Ли открыл Олимпийский рынок и наполнил его товарами корейских брендов. Олимпийский рынок процветал и стал основным местом отдыха для десяти тысяч корейцев, живущих в Лос-Анджелесе. Ли приобрёл пять кварталов вокруг Норманди-авеню и Олимпийского бульвара и открыл торговый центр «VIP Plaza». Благодаря усилиям Ли в 1980 году корейский квартал стал одним из нейборхудов Лос-Анджелеса.

#### Русскоязычная община
Лос-Анджелес — один из крупнейших центров проживания русскоязычных иммигрантов в Америке. Город насчитывает порядка 35 тыс. русскоговорящих жителей. Иммигранты из бывшего СССР проживают в разных районах и предместьях Лос-Анджелеса, но наиболее высоко их средоточение во входящем в лос-анджелесскую агломерацию городе Западном Голливуде: здесь издаётся пресса на русском языке, организуются гастроли артистов из России и других стран бывшего СССР, сконцентрированы «русские» магазины и рестораны. Велико количество русскоязычных в нейборхудах Энсино, Тарзана, Вудленд-Хиллз и Уэст-Хиллз. Русскоязычная община Лос-Анджелеса описана в некоторых произведениях Сергея Довлатова. По состоянию на 2022 год, прямые рейсы между Лос-Анджелесом и Москвой отсутствуют, однако некоторые компании всё же предоставляют услуги по перелёту, но только с пересадками.
В Западном Голливуде проводится месячник-фестиваль русской культуры, посвященный русскому искусству, ремёслам, музыке, еде и развлечениям. Праздник ежегодно привлекает более 10 000 участников. Имеют место и творческие мероприятия, в том числе художественные выставки, концерты, фестивали танца, выступления авторов и поэтов. Кроме того, на территории Западного Голливуда воздвигли два памятника в честь русско-американских ветеранов города и жертв Холокоста. Памятник, расположенный в Пламмер-парке, представляет собой монумент в честь ветеранов Второй мировой войны из бывшего Советского Союза. Другой мемориал, находящийся там же, увековечивает память тех, кто погиб в Бабьем Яру.

#### Район «Маленькая Армения»

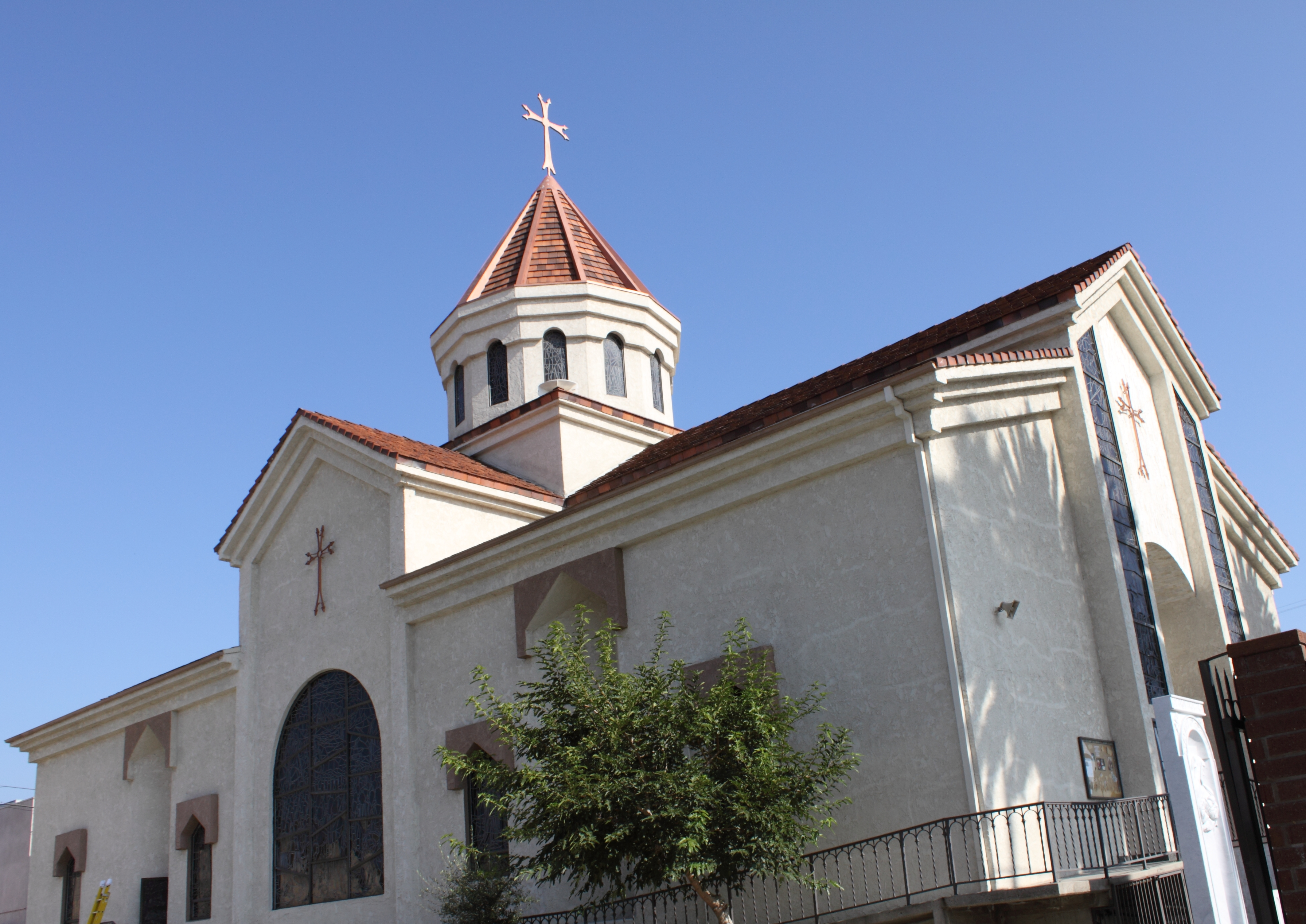
Армянская церковь Св. Карапета в «Маленькой Армении»

«Маленькая Армения» — микрорайон в Голливуде с населением порядка 20 тыс. человек. Название общины происходит от высокой концентрации здесь американских армян, а также большого числа армянских магазинов и предприятий. Здесь, на авеню Александрии, расположен храм Св. Карапета Армянской Апостольской Церкви (построен в 1978 году). Также в районе находится общественный парк, переданный в 1927 году в дар городу Алиной Барнсдолл. Ежегодно 24 апреля в «Маленькой Армении» проходят акции поддержки признания геноцида армян в Османской Турции в 1915 году, сопровождаемые митингами, флеш-мобами и автопробегами. В районе также действуют армянские школы, среди них — армянская школа Чамлянов, армянская школа Пилибосов, специализированные армянские школы по изучению специальностей, армянские воскресные школы, армянские кружки, общества по интересам, благотворительные фонды, политические партии, бизнес-сообщества и так далее.

## Преступность
В период 1970—1990 годов в Лос-Анджелесе была широко развита деятельность уличных банд, что привело к ухудшению криминогенной обстановки. Участниками группировок становились преимущественно подростки из малообеспеченных афроамериканских и латиноамериканских семей. Крэк приносил бандам огромные прибыли; возросшая конкуренция и борьба за территории привела к увеличению количества убийств в результате уличных столкновений между различными бандами. Наиболее многочисленными из них являлись Bloods и Crips. В конце 1990-х годов был принят закон, запретивший членам группировок собираться в публичных местах. При нарушении участникам грозит тюремный срок. В результате преступная деятельность банд значительно сократилась и частично переместилась в Интернет.

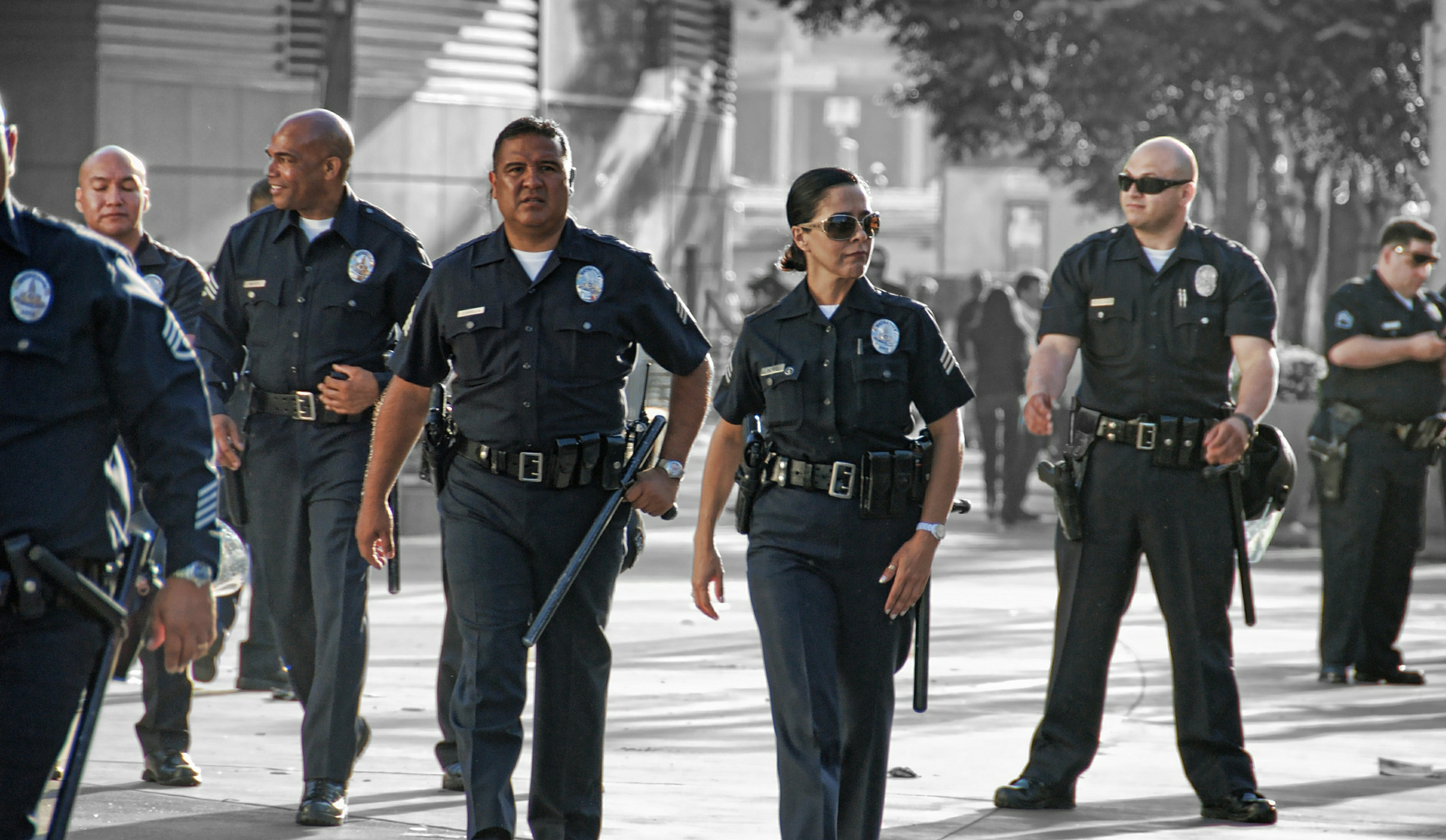
Полиция Лос-Анджелеса

Несмотря на предпринятые меры, наиболее распространёнными видами преступлений в Лос-Анджелесе остаются кражи со взломом и угоны автомобилей. По состоянию на 30 декабря 2023 года, город обслуживали 8969 сотрудников правоохранительных органов.
| Вид                               | 17 декабря 2023 — 13 января 2024 | 19 ноября 2022 — 16 декабря 2023 | Изм., % |
| --------------------------------- | -------------------------------- | -------------------------------- | ------- |
| Насильственные преступления       | 2033                             | 2145                             | ▼ 5,2   |
| Преступления против собственности | 8959                             | 10 958                           | ▼ 18,2  |
| Итого                             | 10 992                           | 13 103                           | ▼ 16,1  |

## Экономика
| Крупнейшие компании, базирующиеся в Лос-Анджелесе по версии Fortune 500 на 2022 год. |                 |     |
| Калифорния                                                                           | Компания        | США |
| 61                                                                                   | KB Home         | 543 |
| 75                                                                                   | Ares Management | 627 |
| 88                                                                                   | Mercury General | 693 |
| 120                                                                                  | Guess           | 911 |

Источники энергии 
 Лос-Анджелеса (2019)
 Природный газ (27 %) Уголь (21 %) АЭС (14 %) Солнечная энергия (13 %) Ветряная энергия (10 %) Другие (15 %)

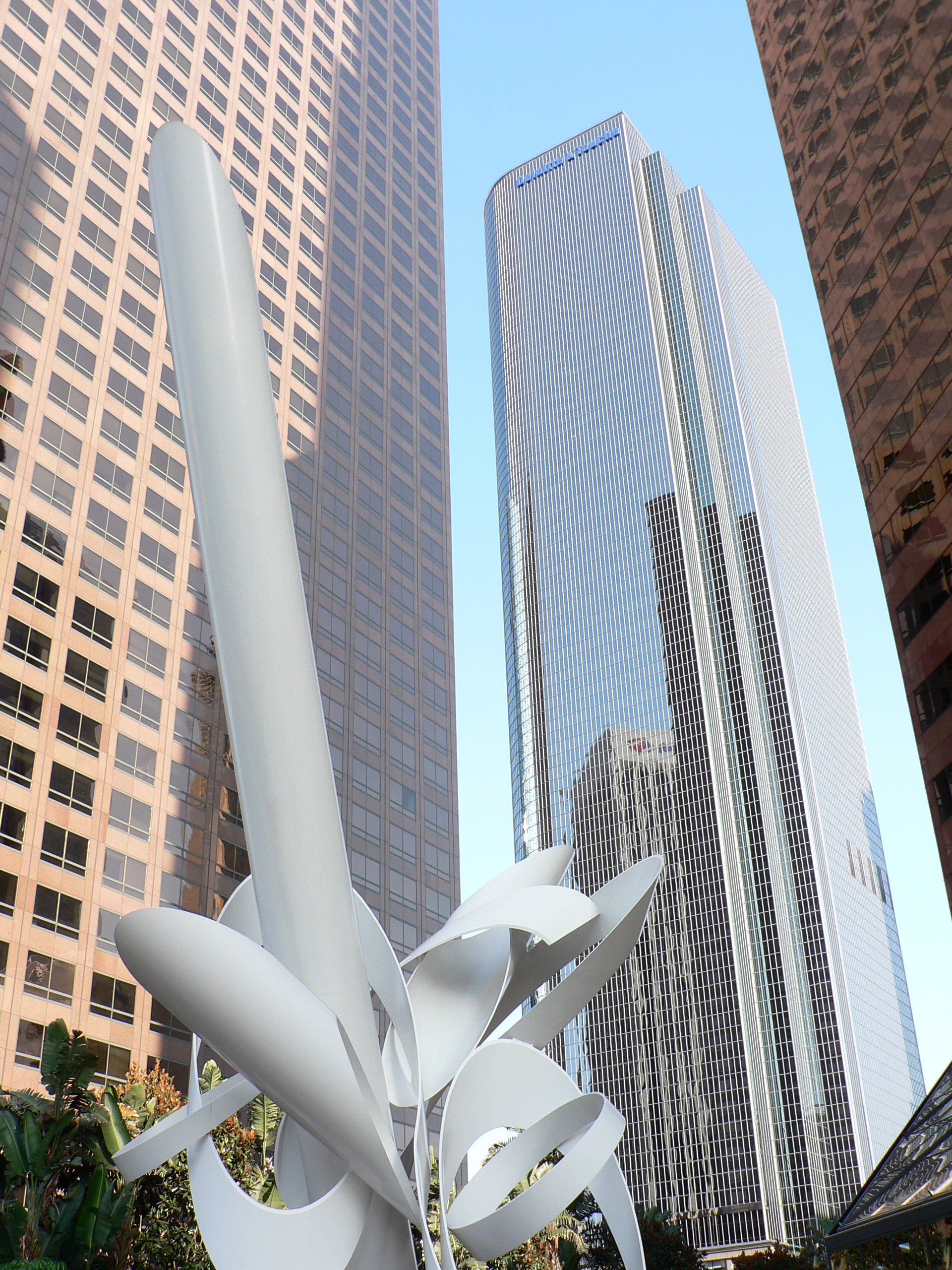
Деловой центр города

Лос-Анджелес — крупнейший промышленный и экономический центр Запада США. Основными отраслями, обеспечивающими экономическое развитие города, являются международная торговля, теле- и кинопромышленность, военная, авиационно-космическая, нефтеперерабатывающая, электротехническая, автосборочная, приборостроительная, пищевая промышленность. Активно развиваются биотехнологии. Развита нефтедобыча. Среди других значительных отраслей экономики: финансы, телекоммуникации, медицина, транспорт, туризм, а также индустрия развлечений и культуры.
Международная исследовательская компания Mercer в 2023 году отвела Лос-Анджелесу 70-е место в рейтинге самых удобных для проживания городов мира — наравне с американскими Хьюстоном и Майами. В категории «лучшие места для бизнеса и карьеры» по версии журнала Forbes за 2019 год Лос-Анджелес занимает 113-е место в США. Исследовательская компания A.T. Kearney поставила Лос-Анджелес на 8-е место в списке глобальных городов мира. В глобальном рейтинге финансовых центров, по состоянию на март 2022 года, Лос-Анджелес занимает 5-е место в мире (после Нью-Йорка, Лондона, Гонконга и Шанхая).
В Лос-Анджелесе расположены штаб-квартиры компаний, входящих в ведущие рейтинги мира (Forbes Global 2000 и Fortune 500) — KB Home (жилое строительство), Ares Management (инвестиции и управление активами), Mercury General (страхование), Guess (розничная торговля одеждой). Кроме того, в Голливуде базируется кинокомпания Paramount Pictures, а в нейборхуде Сенчури-Сити — киностудия 20th Century Studios, входящая в состав конгломерата The Walt Disney Company.
Валовой внутренний продукт агломерации Большого Лос-Анджелеса в 2022 году составил $1,2 трлн и является вторым по величине среди показателей других агломераций (после Нью-Йоркской агломерации). Крупнейшими пятью отраслями, сформировавшими структуру ВВП, являются: операции со страхованием, недвижимостью, арендой, лизингом и финансами — 20,5 %; оказание профессиональных и бизнес-услуг — 14,0 %; информационные услуги — 10,7 %; промышленное производство — 9,5 %; государственный сектор — 8,6 % и образовательные, медицинские и социальные услуги — 8,0 %.
Лос-Анджелес — место проведения ряда крупных международных выставок, среди которых Electronic Entertainment Expo («E3»), автосалон в Лос-Анджелесе (часто называемый главной международной автовыставкой). Одним из крупнейших выставочных комплексов города является конференц-центр Лос-Анджелеса.

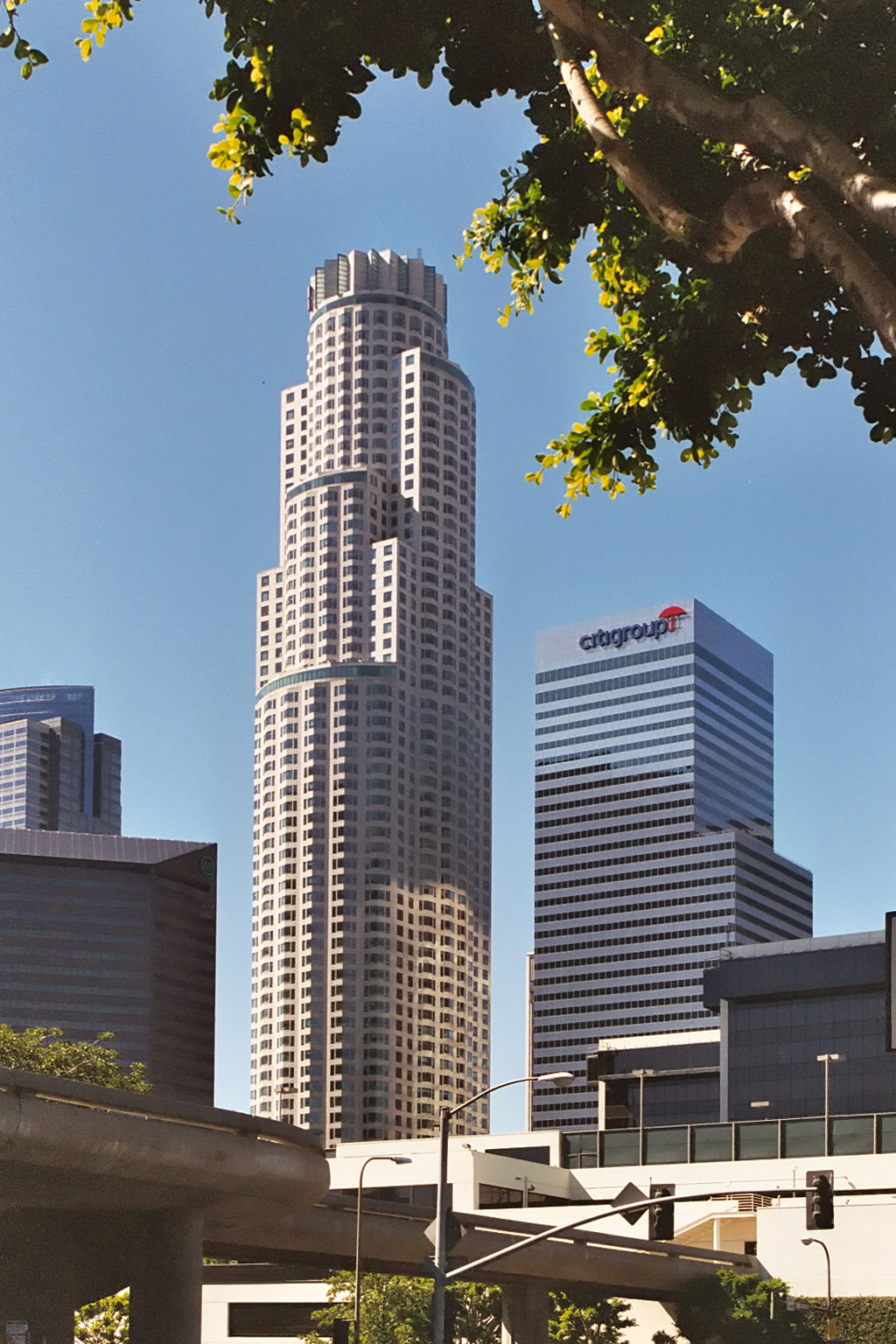
U.S. Bank Tower

На экономическую активность города накладывает свой отпечаток недостаток ряда природных ресурсов, в частности, местных источников воды. На сегодняшний день район Лос-Анджелеса обслуживается тремя акведуками: первый доставляет воду с расстояния 544 км (долина Оуэнс), второй — с расстояния 389 км (из реки Колорадо), а третий — с расстояния 714 км (из дельты реки Сакраменто). Городские власти реализуют крупные проекты, инвестируя в развитие систем водохранилищ, накопление дождевой воды и рециркуляцию. Планируется, что уже к 2035 году 70 % потребностей в воде будут удовлетворяться за счёт местных источников. Кроме того, прогнозируется, что к 2045 году Лос-Анджелес полностью перейдёт на возобновляемые источники энергии.

### Занятость
По состоянию на 2023 год крупнейшими работодателями в Большом Лос-Анджелесе являются:
| - 01) Округ Лос-Анджелес (100,8 тыс.) - 02) Объединённый школьный округ Лос-Анджелеса (90,9 тыс.) - 03) Мэрия Лос-Анджелеса (68,3 тыс.) - 04) Калифорнийский университет в Лос-Анджелесе (51,7 тыс.) - 05) Федеральное правительство США (44,6 тыс.) - 06) Kaiser Permanente (37,4 тыс.) - 07) Штат Калифорния (33,9 тыс.) - 08) Университет Южной Калифорнии (21,0 тыс.) - 09) Northrop Grumman Corporation (16,6 тыс.) - 10) Amazon (16,2 тыс.) - 11) Providence Health & Services (15,9 тыс.) - 12) Target Corporation (15 тыс.) - 13) Kroger (14,9 тыс.) - 14) Седарс-Синайский медицинский центр (14,9 тыс.) - 15) The Walt Disney Company (13,0 тыс.) |  | - 16) Транспортное управление округа Лос-Анджелес (12,9 тыс.) - 17) Allied Universal (12,8 тыс.) - 18) NBCUniversal (12,0 тыс.) - 19) Объединённый школьный округ Лонг-Бич (11,9 тыс.) - 20) AT&T (11,5 тыс.) - 21) The Home Depot (11,2 тыс.) - 22) Система общественных колледжей Лос-Анджелеса (11,1 тыс.) - 23) Albertsons / Vons / Pavilions (10,2 тыс.) - 24) United Parcel Service (9,5 тыс.) - 25) Калифорнийский технологический институт (8,6 тыс.) - 26) Wells Fargo (8,5 тыс.) - 27) ABM Industries (8,0 тыс.) - 28) FedEx (7,0 тыс.) - 29) Мэрия Лонг-Бич (6,7 тыс.) - 30) Bank of America (6,5 тыс.) |

По отраслям экономики занятость в Лос-Анджелесе распределялась следующим образом (2020): система образования и здравоохранения, социальная помощь (400,5 тыс.); профессионально-технические услуги и научные исследования (297,6 тыс.); искусство, развлечения и отдых (253,3 тыс.); розничная торговля (197,9 тыс.); промышленность (149,9 тыс.); информационные технологии (128,5 тыс.); финансы и страхование, сферы недвижимости, аренды и лизинга (121,3 тыс.); коммунальные услуги (101,6 тыс.); оптовая торговля (53 тыс.); административные услуги (50,6 тыс.); другие услуги (130,3 тыс.).

## Транспорт

### Автомобильный транспорт

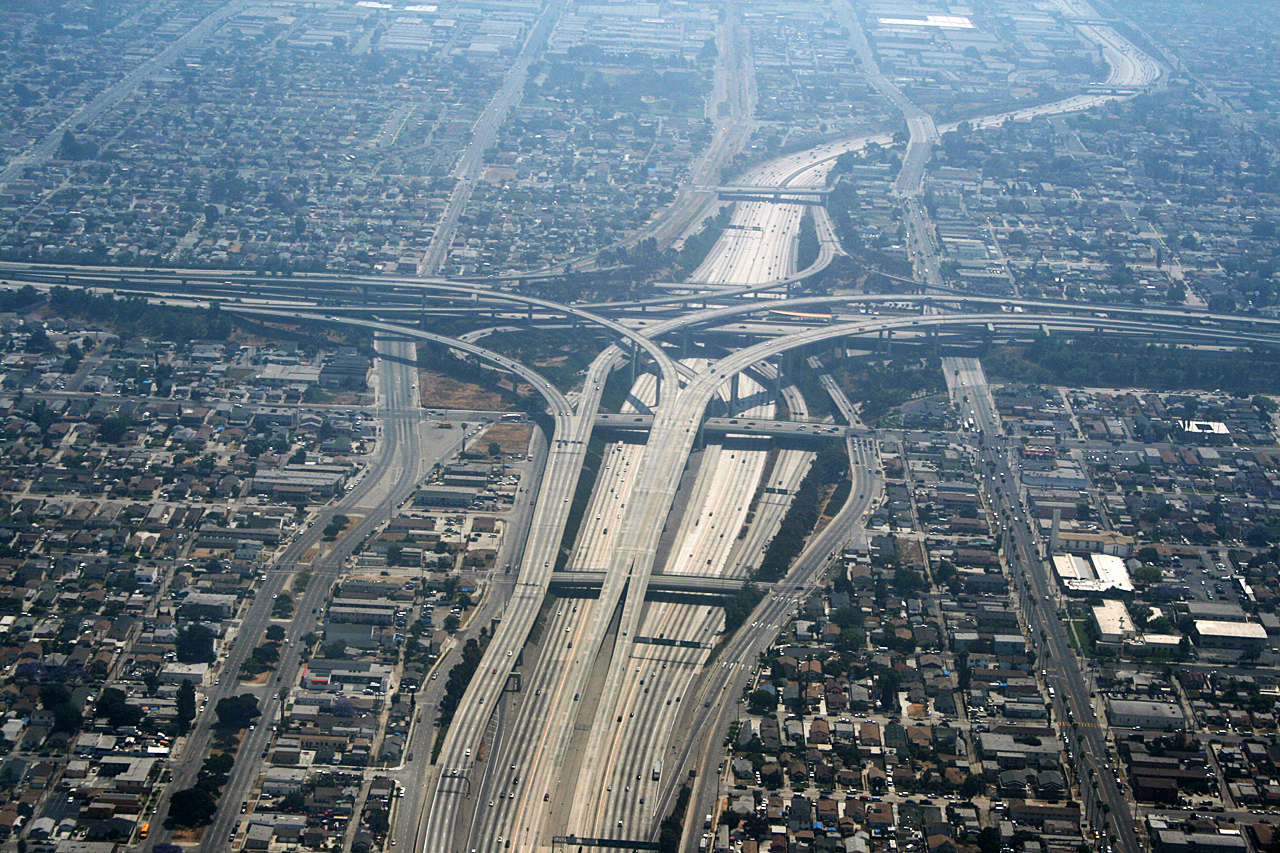
Развязка имени судьи Гарри Преджерсона на пересечении шоссе I-105 и I-110

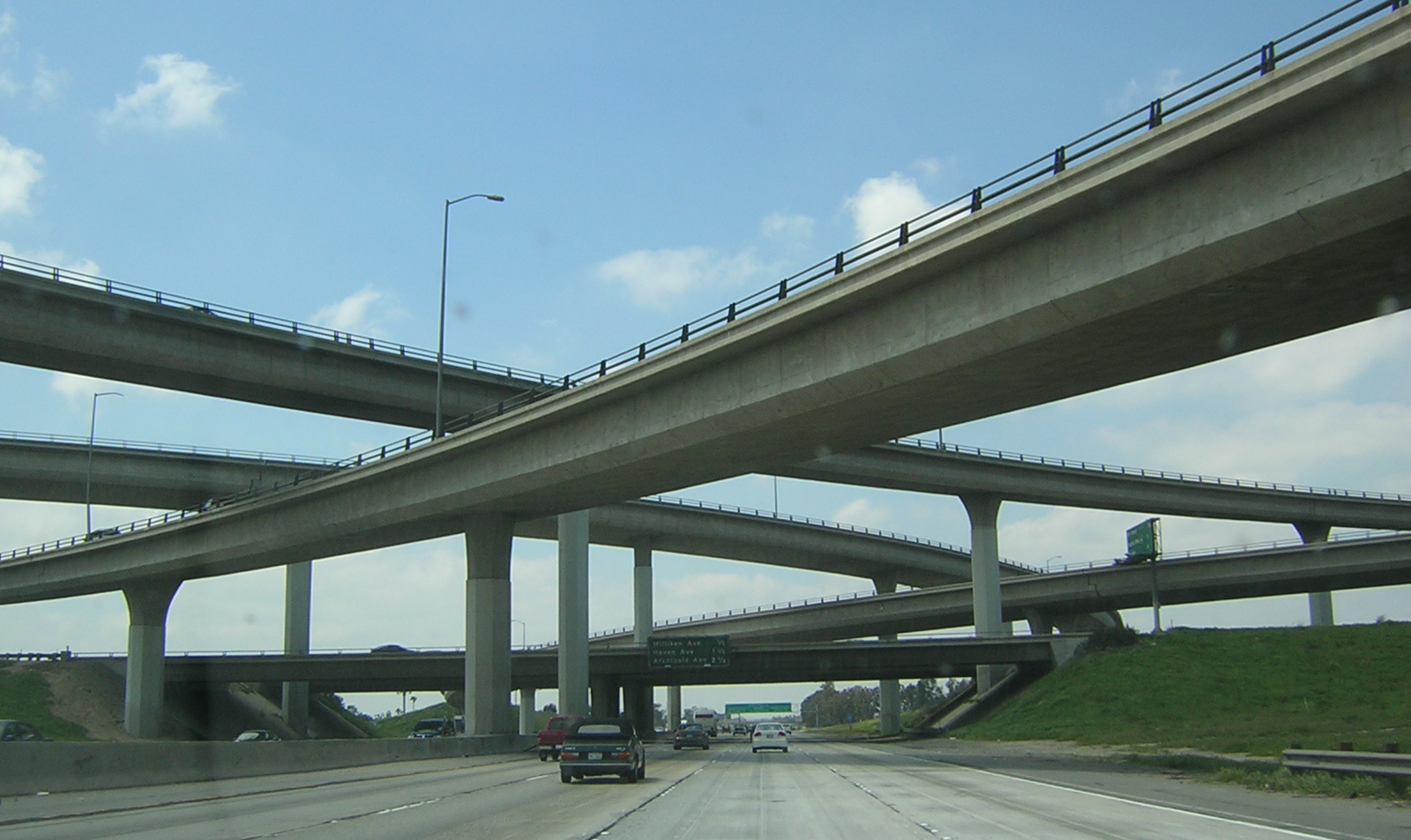
Развязка на пересечении автодорог I-10 и I-15

В Лос-Анджелесе зарегистрировано 2,5 млн автомобилей, из которых наиболее популярными являются Toyota Corolla, Honda Civic и Ford Focus. В среднем в будний день жители города проезжают 15 километров, что составляет примерно половину (54 %) от среднего показателя по Южной Калифорнии. Протяжённость поездки отличается в зависимости от района города. Так, в среднем жители долины Сан-Фернандо проезжают примерно на 50 % больше, чем жители центральной или южной частей города. Согласно ежегодному отчёту о городской мобильности Техасского транспортного института, в 2019 году лосанджелесцы простояли в пробках в среднем 119 часов. Несмотря на загруженность города, среднее ежедневное время в пути для пассажиров в 2019 году составило 31,7 минуты; меньше чем в Нью-Йорке, Вашингтоне, Чикаго, Сан-Франциско.
Лос-Анджелес обладает одной из самых развитых в мире систем автомагистралей, многие из которых построены на эстакадах. Пересечения магистралей сопровождаются грандиозными многоуровневыми транспортными развязками. Город в основном имеет прямоугольную планировку (улицы вытянуты с севера на юг и с востока на запад), ряд наиболее крупных и известных улиц носит названия авеню. Автомагистрали I-5 (Сан-Диего—Сиэтл), I-10 (Лос-Анджелес—Джэксонвилл) связывают южную часть с страны с северной и западную с восточной соответственно. Основными транспортными артериями для перемещения внутри штата выступают I-105, I-110, I-210 и I-405.
Вопреки распространённому заблуждению, что в Лос-Анджелесе якобы никто не ходит пешком, многие улицы центра и пригорода полны пешеходов. В некоторых случаях перемещение пешком происходит гораздо быстрее, чем на автотранспорте из-за участившихся заторов и проблем с парковкой. В связи с этим городская администрация при согласовании проектов нового строительства требует обязательного включения в них автостоянок.

### Городской общественный транспорт

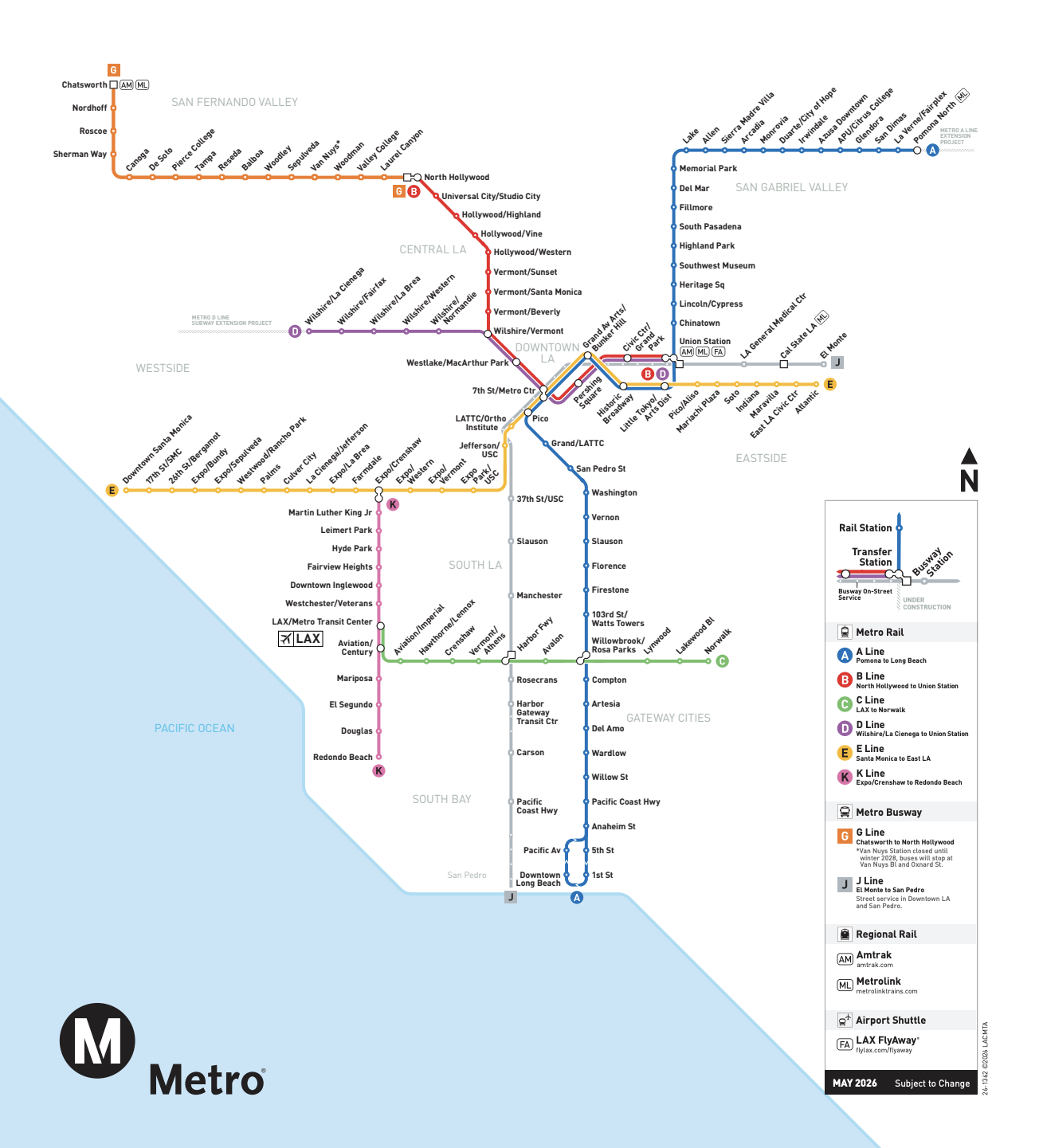
Карта метрополитена

В Лос-Анджелесе развита сеть автобусных маршрутов. Кроме того, в городе функционирует рельсовый транспорт, включающий линии метрополитена и скоростного трамвая общей протяжённостью около 120 км; находится в ведении Управления городского транспорта округа Лос-Анджелес (часто именуемого Metro). По состоянию на июнь 2023 года, стоимость одной поездки в метрополитене — 1,75 долл. (включает в себя бесплатные пересадки на срок до двух часов). Стоимость дневных билетов начинается с семи долларов. Для передвижения в общественном транспорте города необходимо иметь физическую или цифровую карту TAP. Она доступна на всех станциях метрополитена и в некоторых розничных магазинах (с доплатой в два доллара). Карта может пополняться на определённые суммы или быть рассчитана на конкретное количество дней (с возможностью дальнейшего продления).
Ежедневный пассажиропоток общественного транспорта в мае 2022 года составил порядка 820 тысяч человек, что на 30 % меньше допандемийного уровня. К июлю 2023 года планируется восстановление прежних объёмов пассажирских перевозок.

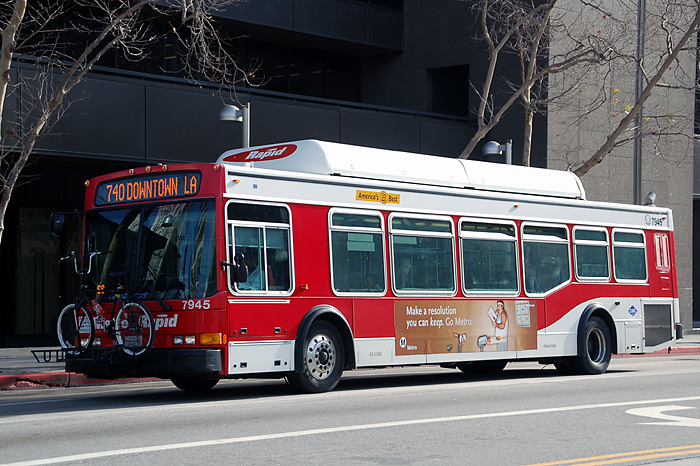
Лос-Анджелесский автобус
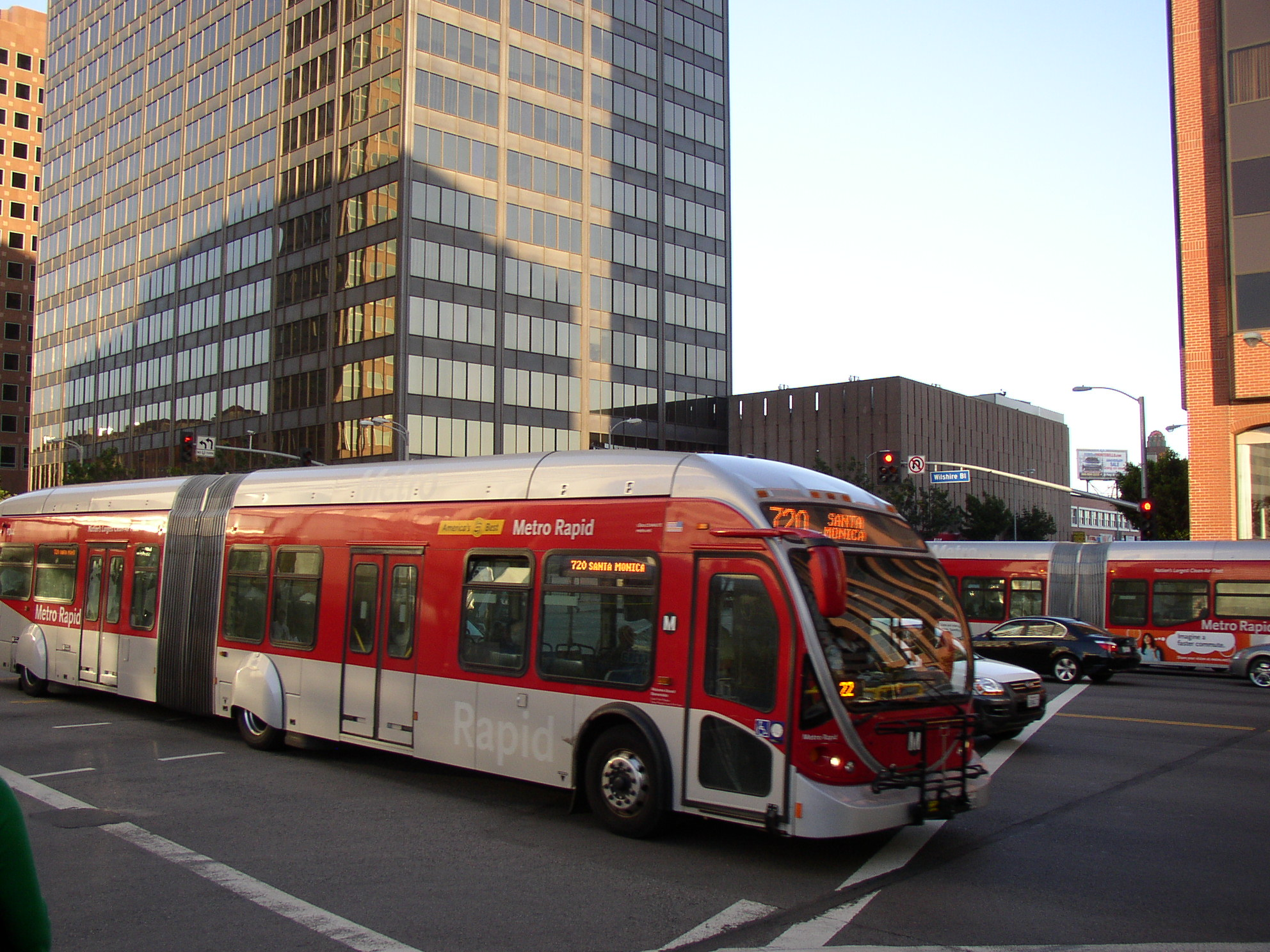
Автобус скоростной автобусной системы
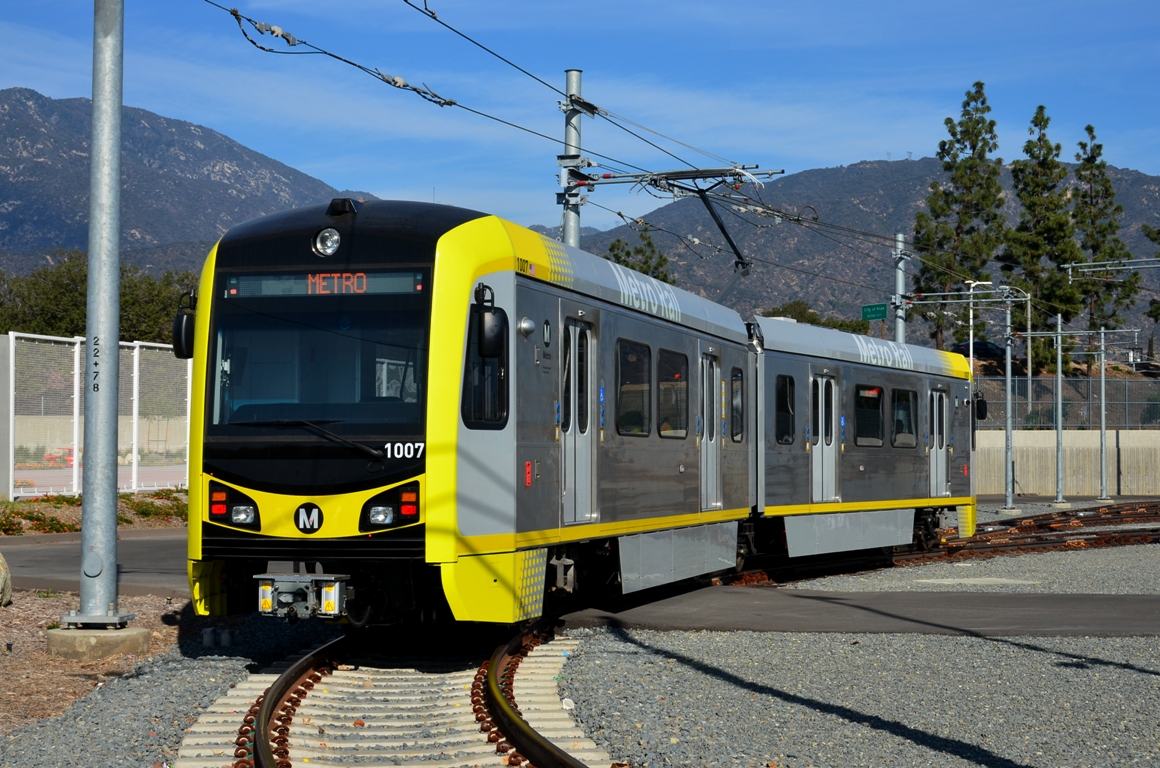
Поезд легкорельсовой системы
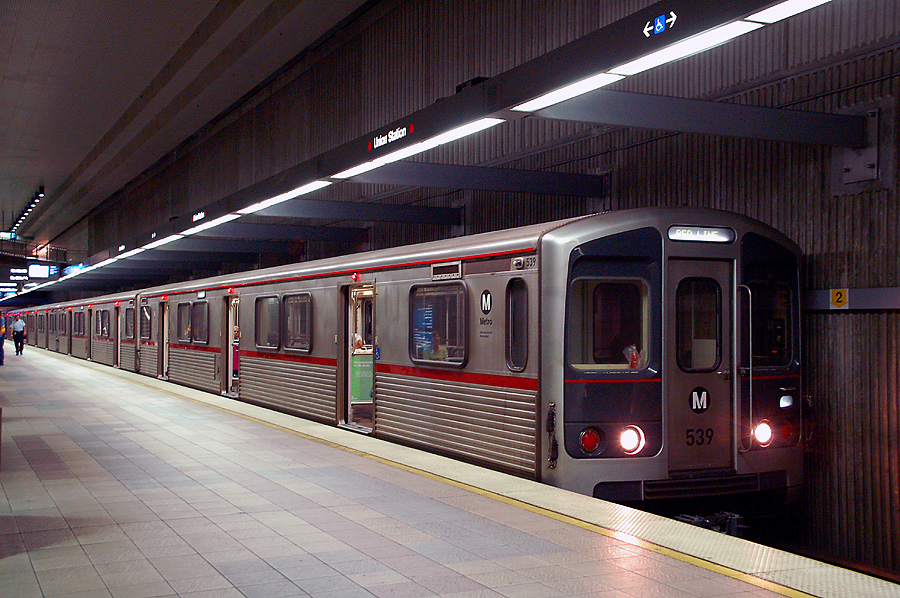
Станция метро

### Железнодорожный транспорт

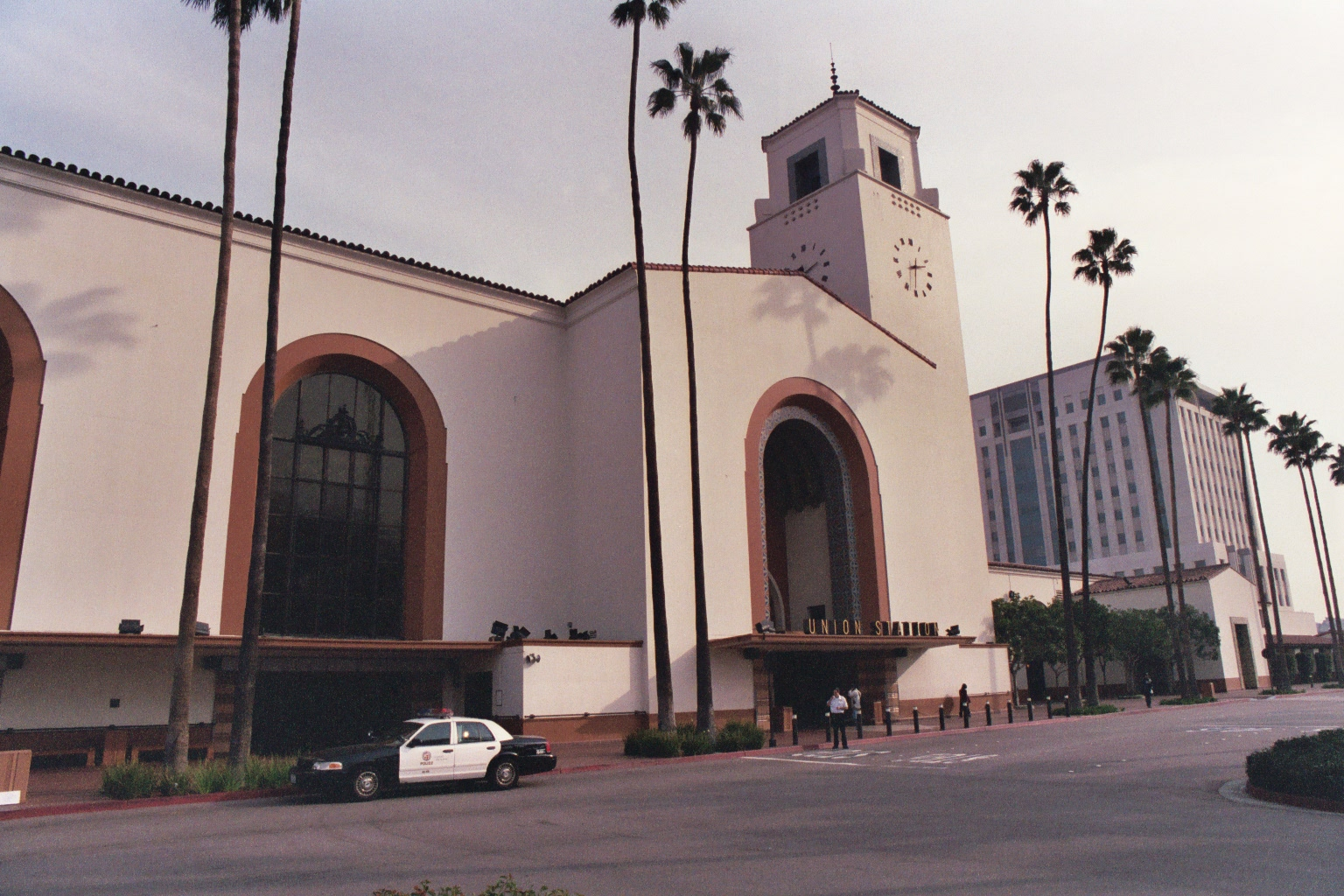
Union Station — городской железнодорожный вокзал (построен в 1939 году)

Пассажирские железнодорожные перевозки осуществляются компаниями Amtrak (транснациональные) и Metrolink (в пределах штата) с исторического вокзала Union Station, который входит в число самых красивых вокзалов мира. По состоянию на 2022 год, железнодорожный транспорт ходит в десяти направлениях: в города Ланкастер, Вентура, Риверсайд, Сан-Бернардино, Перрис и Ошенсайд. Кроме того, рейсы компании Amtrak связывают город с Чикаго, Сан-Диего, Новым Орлеаном и Сиэттлом.

### Воздушный транспорт
Основными воздушными гаванями, обслуживающими Лос-Анджелес, являются:
- Международный аэропорт Лос-Анджелеса (ИАТА: LAX, ИКАО: KLAX);
- Аэропорт Ван-Найс[англ.] (ИАТА: VNY, ИКАО: KVNY);
- Аэропорт Голливуд-Бербанк[англ.] (ИАТА: BUR, ИКАО: KBUR);
- Аэропорт Комптон/Вудли (ИАТА: CPM, ИКАО: KCPM);
- Аэропорт Сан-Гейбриел (ИАТА: EMT, ИКАО: KEMT);
- Аэропорт Санта-Моника[англ.] (ИАТА: SMO, ИКАО: KSMO);
- Аэропорт Уайтмен[англ.] (ИАТА: WHP, ИКАО: KWHP);
- Муниципальный аэропорт Лонг-Бич[англ.] (ИАТА: LGB, ИКАО: KLGB);
- Муниципальный аэропорт Торранс[англ.] (ИАТА: TOA, ИКАО: KTOA);
- Муниципальный аэропорт Хоторн[англ.] (ИАТА: HHR, ИКАО: KHHR).

### Морской транспорт
Порты Лос-Анджелеса и Лонг-Бич образуют крупнейший в США портовый район. Здесь расположен 17-й в мире по грузообороту контейнерный терминал (10,7 млн TEU в 2021 году). Популярны морские ворота Лос-Анджелеса и у пассажирских судоходных компаний: в 2022 году здесь было обслужено порядка 995,6 тыс. пассажиров морских круизных судов.
Также в черте города и его окрестностей расположен ряд бухт, приспособленных для стоянки маломерных судов и яхт (Редондо-Бич, Марина-дель-Рей).

## Средства массовой информации
Главной городской ежедневной газетой является Los Angeles Times — одна из наиболее влиятельных и читаемых газет в США (тираж ежедневного выпуска 142,4 тыс., шестое место в стране в 2021 году). Помимо неё в городе издаётся масса городских и региональных газет, журналов и иных периодических изданий, среди которых L.A. Weekly, The Hollywood Reporter и Variety (издания о шоу-бизнесе), Los Angeles magazine, Los Angeles Business Journal, Los Angeles Downtown News, Los Angeles Daily News и др. Локальные газеты и журналы издаются в различных районах Лос-Анджелеса и его пригородах. Помимо прессы на английском и испанском языках, выходит ряд печатных изданий, освещающих жизнь различных иммигрантских групп (на корейском, китайском, русском, армянском и других языках).
Лос-Анджелес — важный регион телевещания США, занимающий второе место после Нью-Йорка по количеству домов, обеспеченных телевещанием. В городе работает множество эфирных и кабельных телеканалов, среди которых: KABC-TV 7 (ABC), KCBS-TV 2 (CBS), KNBC 4 (NBC), KTTV 11 (FOX), KVEA 52 (Telemundo), KMEX-DT 34 (Univision); четыре канала, входящих в вещательную систему PBS: KVCR-DT 24, KCET 28, KOCE-TV 50 и KLCS 58, а также KCAL-TV 9 (принадлежит CBS). Имеется ряд телеканалов, вещающих на испанском языке (KWHY-TV 22, KFTR-DT 46, KVEA 52, KRCA 62, KBEH 63).

## Образование
Лос-Анджелес — важный центр высшего и среднего специального образования США. В черте города функционируют три государственных университета: Калифорнийский государственный университет в Лос-Анджелесе (CSULA), Калифорнийский государственный университет в Нортридже (CSUN) и Калифорнийский университет в Лос-Анджелесе (UCLA).
Среди наиболее известных частных высших учебных заведений, работающих в городе и пригородах:
| - Американская академия драматического искусства (кампус) - Американский еврейский университет - Американская музыкально-драматическая академия (кампус) - Антиохийский университет (кампус) - Голливудский колледж Коламбии - Западный колледж - Императорский колледж традиционной восточной медицины - Институт дизайна и моды - Калифорнийский университет Мэримаунт - Колледж искусств и дизайна Отиса - Колледж Эмерсон (кампус) - Консерватория Американского института кино |  | - Лос-Анджелесская киношкола - Международный университет Альянта - Национальный университет - Университет Авраама Линкольна - Университет Вудбери - Университет Лойола Мэримаунт - Университет Маунт-Сент-Мэри - Университет медицины и науки имени Чарльза Дрю - Университет Южной Калифорнии - Школа Колберна - Юго-Западная юридическая школа - Южно-Калифорнийский архитектурный институт |

Объединённый школьный округ Лос-Анджелеса состоит из 782 средних школ (общее количество учащихся — свыше 460 тысяч).

## Архитектура

Дом Пико (1869—1870)

В 1781 году на момент основания города в Лос-Анджелесе преобладал испанский колониальный стиль. К 1860-м годам испано-мексиканское влияние в архитектуре постепенно сокращалось. В конце XIX века особую популярность приобрёл викторианский стиль, воплотившийся в облике дома Пико (1869—1870) и дома Райта-Муэрса (1894). Кроме того, возводились здания в романском стиле Ричардсона (бо́льшая часть из них не сохранилась). Брэдбери-билдинг и дом Стимсона являются одними из немногих строений, сохранивших в себе черты этого стиля. Конкуренцию им составлял стиль Испанской Миссии, вобравший в себя черты ранних миссионерских церквей. Одновременно приобрело популярность движение «Искусства и ремёсла». На рубеже XIX—XX веков в архитектуре зданий города появился бозар, примером тому служит здание Лос-Анджелесского музея естественной истории. Спринг-стрит, Бродвей и другие улицы Лос-Анджелеса были застроены в стиле рационализма. В начале 1900-х годов городские архитекторы отдавали предпочтение необарокко, однако уже в 1920-х годах перешли к ар-деко. Театр Уилтерн, Баллокс Уилшир и многие другие здания, расположенные преимущественно на бульваре Уилшир, простроены именно в этом стиле.
После окончания Первой мировой войны для Лос-Анджелеса стал характерен ревайвализм, выразившийся в возврате к эклектике. Особую популярность при строительстве зданий коммерческого и религиозного назначения приобрёл испанский стиль, сочетавший в себе элементы платереско и чурригереско. В архитектурную основу обычных домов вернулся испанский колониальный стиль.
В 1930-х годах в архитектуре города закрепились стримлайн, вобравший в себя некоторые черты ар-деко, и интернациональный стиль. Во второй половине XX века место интернационального стиля занял постмодернизм, пик популярности которого пришелся на 1980-е и 1990-е годы. Здание биноклей и Центр Гетти были возведены именно в этом архитектурном стиле. Наиболее известными сооружениями, построенными на рубеже тысячелетий, стали Лос-Анджелесский собор и концертный зал имени Уолта Диснея.
Географическое расположение, привлекательный ландшафт и отсутствие устоявшихся эстетических традиций нередко побуждали частных и общественных меценатов к экспериментам. На протяжении десятилетий улицы Лос-Анджелеса застраивались необычными зданиями, предназначенными для коммерческое использования. Ресторан «Brown Derby» в форме шляпы и киоск «Tail o’ the Pup», напоминающий хот-дог, являются одними из многих объектов, выделяющихся своими формами. Дома, спроектированные Крейгом Эллвудом, Чарльзом и Рэем Имзами, до сих пор активно изучаются студентами архитектурных специальностей.
Для города характерна регулярная планировка и низкая плотность застройки — основная часть населения проживает в частных домах и виллах. Высотные здания сконцентрированы в центральной части (до 1956 года закон запрещал строить в городе здания выше 43 м), и по состоянию на 2021 год 9 из 12 самых высоких зданий Калифорнии находятся непосредственно в Лос-Анджелесе. Современная архитектура представлена значительным разнообразием жилых, коммерческих и производственных зданий, среди которых имеются работы Фрэнка Гери, афроамериканского новатора Пола Уильямса, Тома Мейна, Эрика Мосса и других известных архитекторов.
|                                   |                  |                                             |                |             |
| Концертный зал имени Уолта Диснея | Брэдбери-билдинг | Лос-Анджелесский музей естественной истории | Баллокс Уилшир | Центр Гетти |

## Культура и развлечения

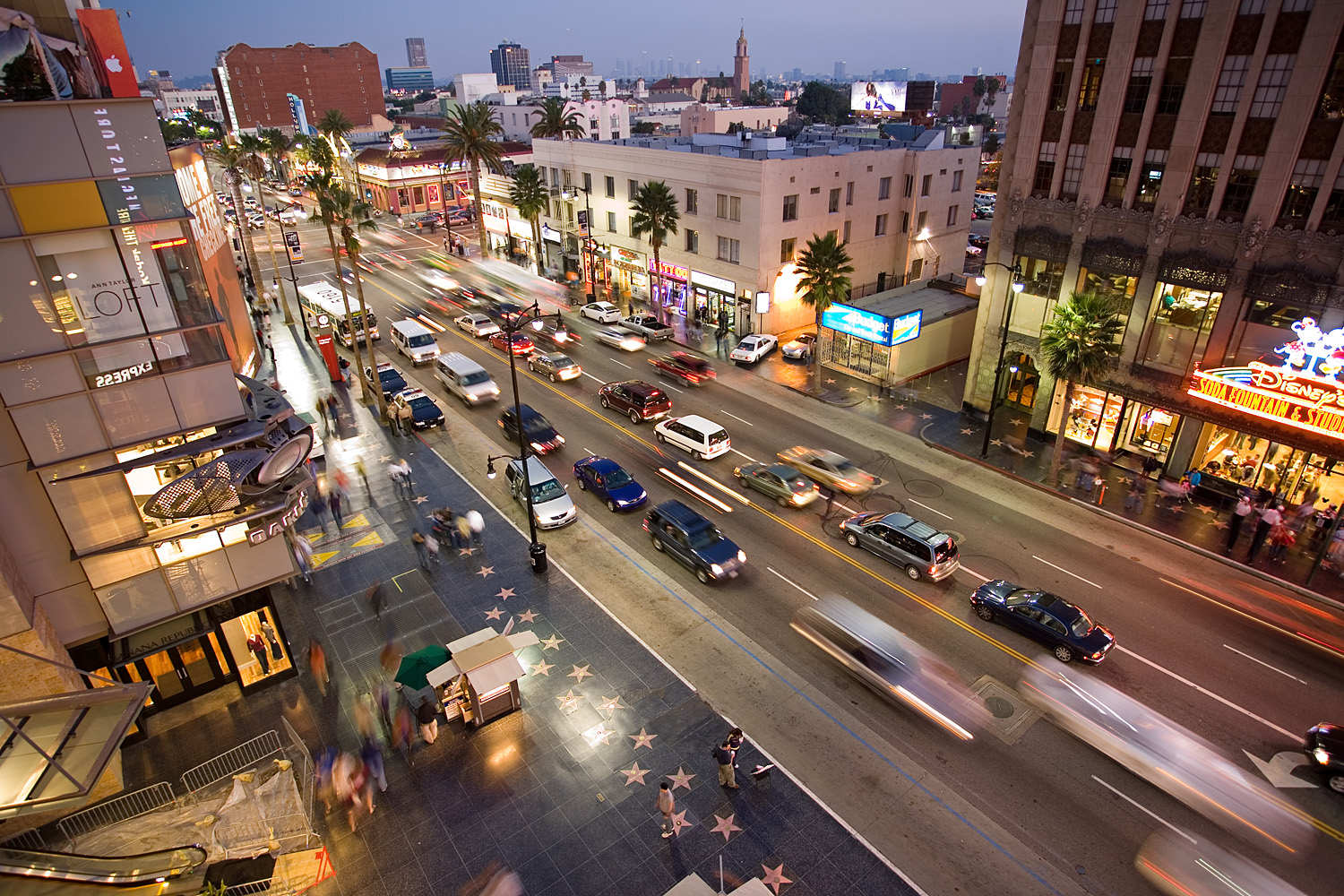
Бульвар Голливуд (фото с театра «Долби»)

Лос-Анджелес называют «мировой столицей развлечений». В городе функционируют десятки тысяч развлекательных учреждений, ресторанов, кафе, баров и т. п., на многообразие которых не мог не наложить свой отпечаток разнообразный национальный состав мегаполиса. Основные центры ночных развлечений сконцентрированы в центральной части города, а также в районах Сильвер-Лейк, Голливуд, Западный Голливуд (со знаменитой улицей клубов и баров Сансет-Стрип). В дневное время горожан и туристов привлекают всемирно известные тематические парки развлечений «Диснейленд» (в соседнем Анахайме) и Universal Studios Hollywood, а также знаменитые океанские пляжи в Санта-Монике и Малибу.
Лос-Анджелес имеет славу мирового центра розничной торговли. Среди наиболее оживлённых торговых улиц города: Родео-Драйв в Беверли-Хиллз, 3-я улица, бульвар Санта-Моника. В городе расположены три крупных торговых центра. Кроме того, город является одной из мировых столиц модного бизнеса, гламура и роскоши, что нашло свой отклик в многочисленных кинофильмах и иных художественных произведениях.

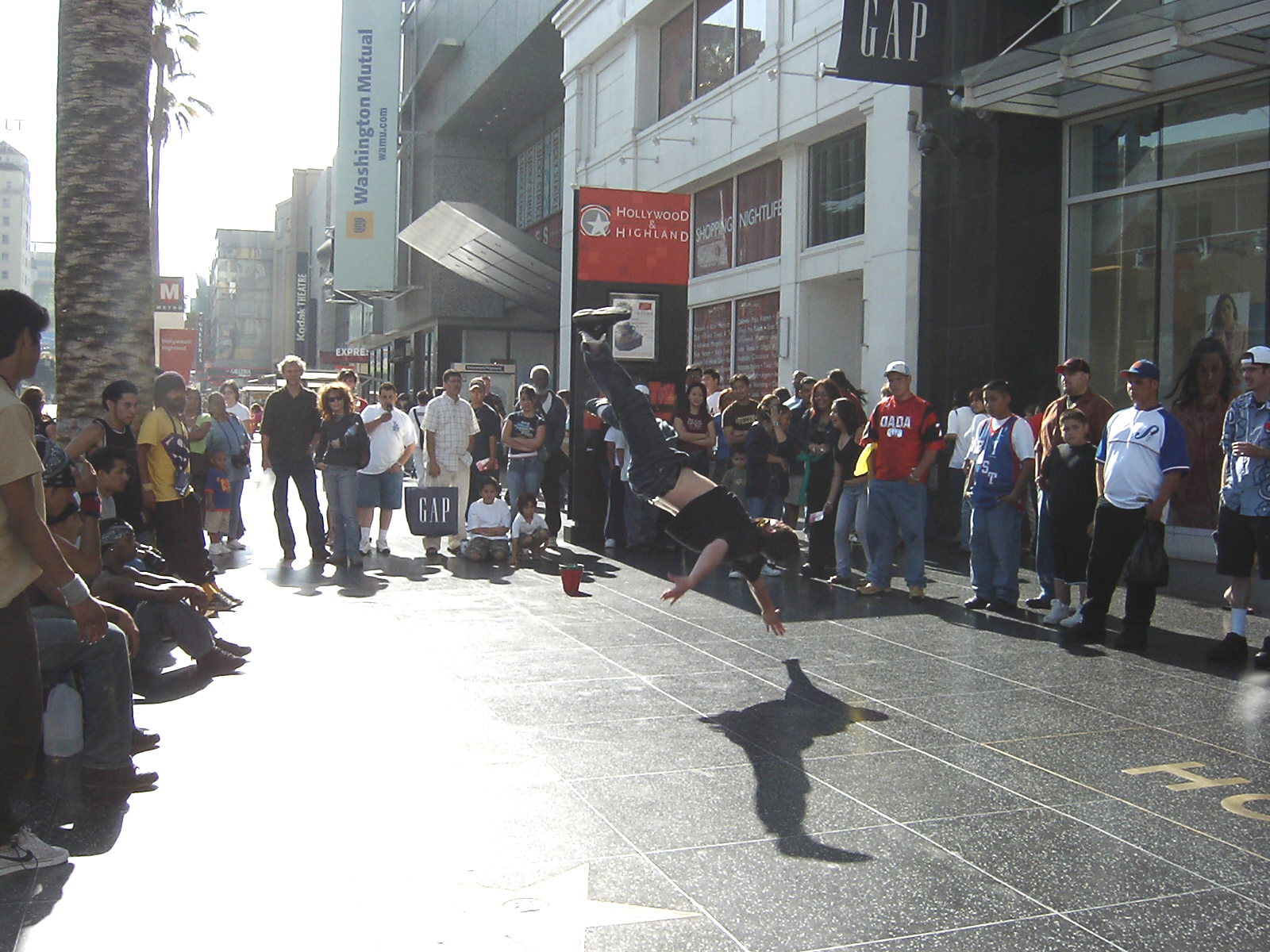
Брейк-данс на тротуаре у Бульвара Голливуд

### Кино и музыка
Наиболее известной «визитной карточкой» города в части искусства является производство кинофильмов и телепрограмм. Лос-Анджелес — место жительства множества популярных киноактёров. Помимо ряда «голливудских» киностудий, в городе базируется ряд киноучреждений, в том числе Американская академия киноискусства, Американский институт кино и др. Проводится множество кинофестивалей, среди них Лос-Анджелесский кинофестиваль. Проходят ежегодные церемонии вручения премий «Оскар», «Эмми», «Грэмми», а также многие другие шоу индустрии развлечений.
Лос-Анджелес по праву занимает почётное место в мировой музыкальной культуре. Ещё в 1960-х годах бульвар Сансет-Стрип стал стартовой площадкой для таких групп как The Byrds, Buffalo Springfield, The Doors; с городом связано начало карьеры The Beach Boys. Из Лос-Анджелеса происходят множество музыкальных коллективов тяжёлой и альтернативной направленности, среди которых Van Halen (из близлежащей Пасадины), Mötley Crüe, Metallica (позднее переехали в Сан-Франциско), Guns N' Roses, Red Hot Chili Peppers, трэш-металлическая группа Slayer. Город славится также своей готической сценой — именно здесь на рубеже 1970-х и 1980-х годов сформировался стиль дэт-рок, представленный такими группами, как 45 Grave, Christian Death и Kommunity FK, а среди современных популярных исполнителей готической музыки можно отметить London After Midnight, Diva Destruction и Voodoo Church. В 90-х годах XX века Лос-Анджелес подарил остальному миру целую плеяду известных групп, среди которых 30 Seconds to Mars, Blink-182, Hollywood Undead, Korn, Beck, Sublime, Rage Against the Machine, Linkin Park (из Санта-Моники), System of a Down, и др. Значительный вклад город внёс и в хип-хоп сцену США, электронную музыку и другие стили. На территории города расположены многочисленные студии звукозаписи, принадлежащие крупнейшим лейблам (среди них Warner Music Group, Capitol Records и др.).

### Изобразительное искусство
Лос-Анджелес широко известен своим монументальным искусством, «холстом» для которого в первую очередь выступают тысячи городских стен. Ряд известных художников-монументалистов, имеющих мексиканское происхождение (Диего Ривера, Давид Альфаро Сикейрос и др.), увековечили своё имя на улицах мегаполиса. В период 1960—1970 годов набрало силу течение «чикано-арт» (словом чикано называют выходцев из Мексики), представители которого использовали монументалистскую традицию в своих работах. Кроме того, Лос-Анджелес является одним из мировых центров граффити-сцены (в частности, широко известны работы граффити-групп в тоннеле Бельмонт).
В городе действует программа «публичного искусства», предписывающая всем застройщикам, возводящим новые здания, жертвовать один процент от стоимости строительства в публичный фонд искусств.

### Музеи и театры

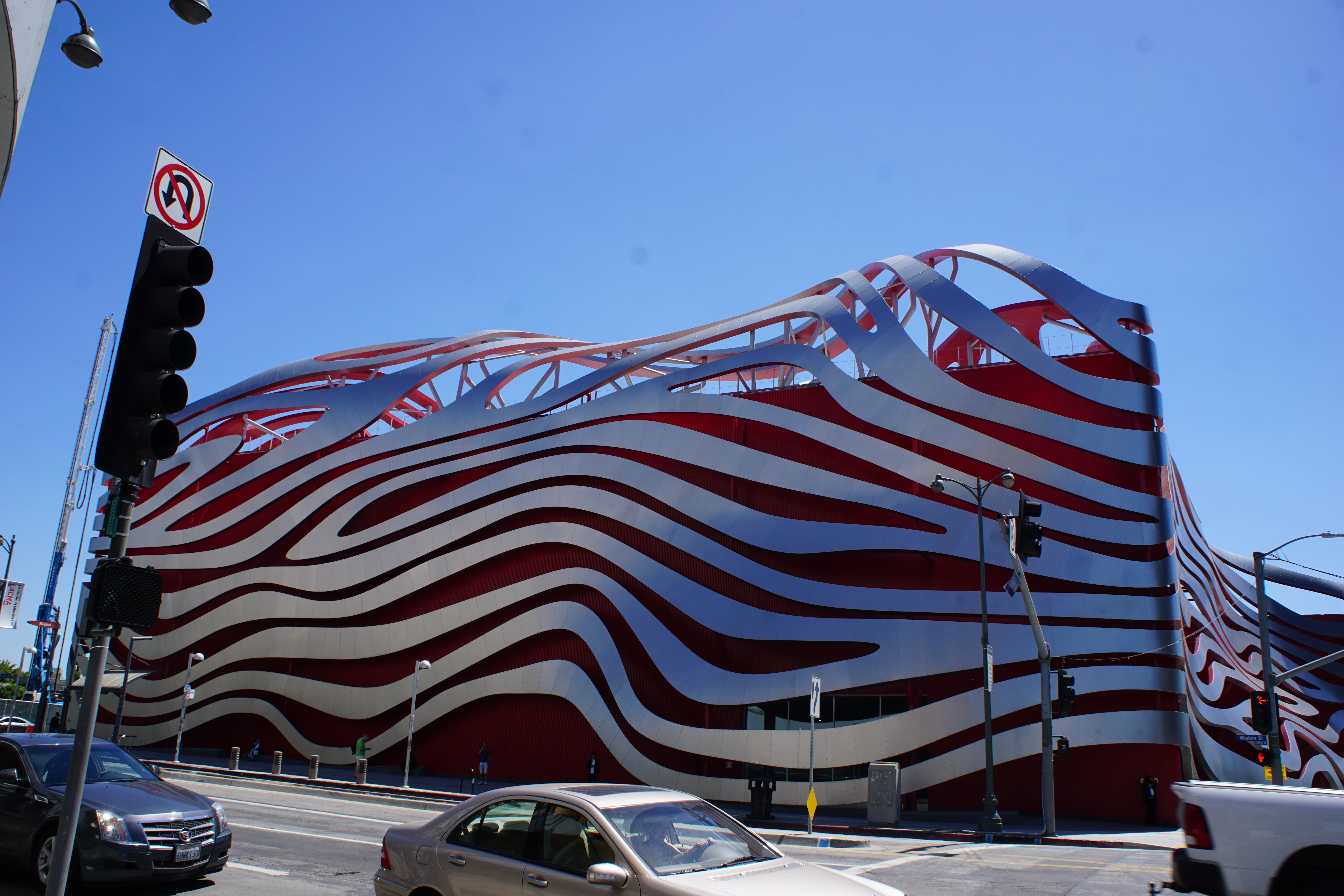
Автомобильный музей Петерсена

Внимание жителей и гостей Лос-Анджелеса привлекает широкий спектр учреждений культуры, среди которых музей искусств округа Лос-Анджелес (LACMA), музей Гетти, автомобильный музей Петерсена, Лос-Анджелесский музей естественной истории, музей современного искусства (МОСА) и многие другие. По территории города разбросано значительное количество арт-галерей (наиболее известные располагаются в Санта-Монике и Западном Голливуде), формирующих художественную среду мегаполиса. По данным на 2015 год, Лос-Анджелес насчитывал 219 музеев.
В числе наиболее известных театров и концертных залов города следует выделить Музыкальный центр округа Лос-Анджелес, Амфитеатр Форда, Греческий театр, Голливуд-боул, концертный зал имени Уолта Диснея (здесь выступает всемирно известный Лос-Анджелесский филармонический оркестр), театр «Долби» (где, в частности, проводятся церемонии вручения премии «Оскар»), Стэйплс-центр (в нём с 2000 года, за исключением 2003 года, осуществляется вручение премии «Грэмми») и др. Также по городу разбросано множество небольших театров. В Лос-Анджелесе, как столице мирового кинобизнеса, имеется множество кинотеатров, наиболее известные из которых Китайский театр TCL и театр «Эль-Капитан», в которых проходят многочисленные премьеры.

#### Библиотеки
Крупнейшей библиотекой города является Публичная библиотека Лос-Анджелеса и её филиалы, обслуживающие резидентов города. В целом система публичных библиотек насчитывает 73 учреждения.

## Спорт

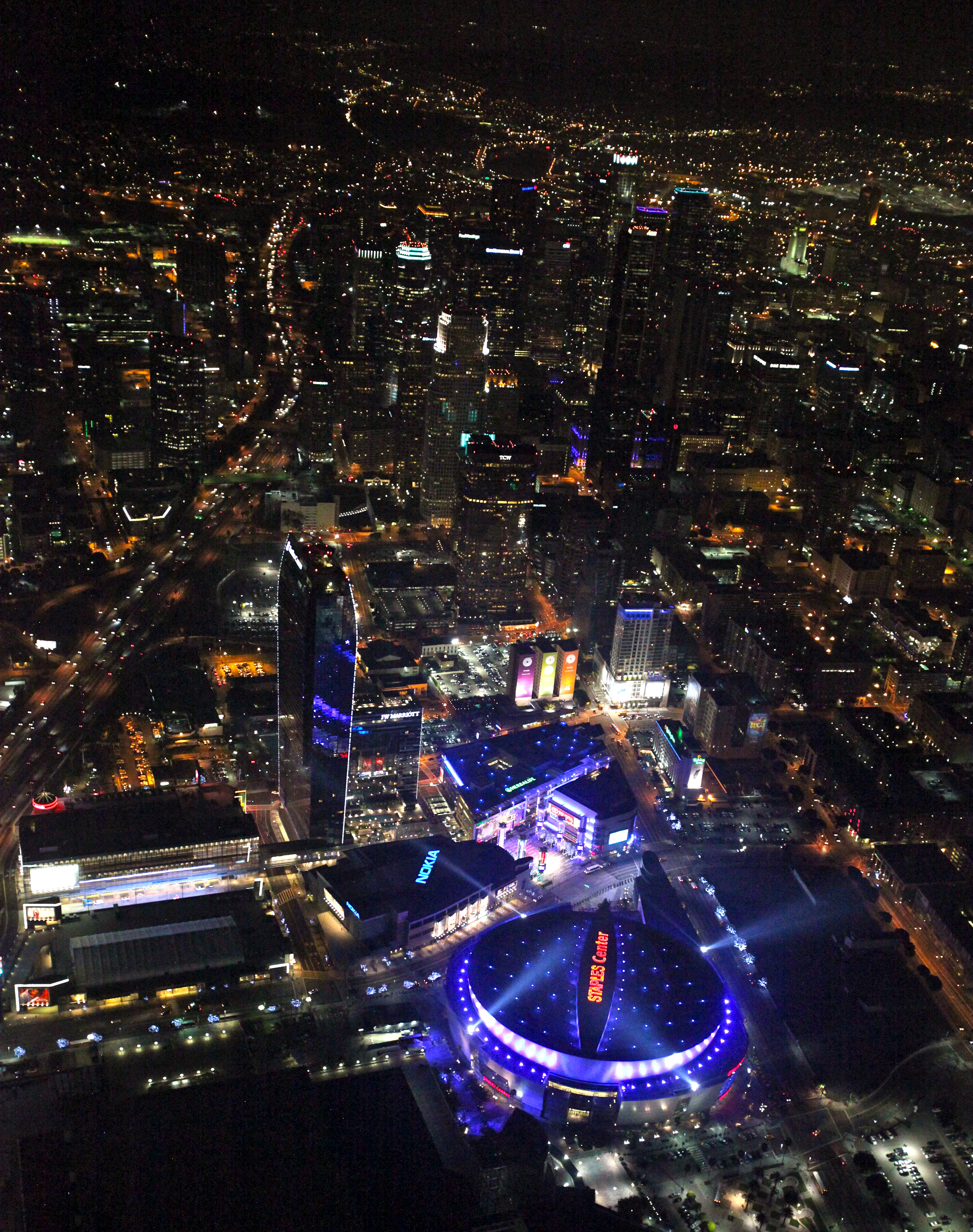
Ночной вид на Стэйплс-центр

В городе играют команды следующих высших лиг: клубы НФЛ по американскому футболу «Лос-Анджелес Рэмс» и «Лос-Анджелес Чарджерс», бейсбольный клуб МЛБ «Лос-Анджелес Доджерс», хоккейный клуб НХЛ «Лос-Анджелес Кингз», баскетбольные клубы НБА «Лос-Анджелес Клипперс» и «Лос-Анджелес Лейкерс», а также футбольные клубы MLS «Лос-Анджелес Гэлакси» и «Лос-Анджелес».
Лос-Анджелес дважды принимал летние Олимпийские игры — в 1932 и 1984 годах, примет также летние Олимпийские игры в 2028 году. Олимпиада 1984 года дала импульс к организации Лос-Анджелесского марафона, проводящегося ежегодно в марте с 1986 года.
Среди массовых видов спорта — пляжный волейбол и виндсёрфинг, фактически «изобретённые» именно в Лос-Анджелесе (или в его округе). Считается также, что именно в Лос-Анджелесе впервые обрёл популярность скейтбординг и роллерспорт. Одной из легенд Лос-Анджелеса является сёрфинг, а также связанная с ним субкультура, нашедшая отражение в ряде кинофильмов и других образцах поп-культуры (например сёрф-рок).
Окрестности города и, в особенности, лежащие вокруг и на его территории горы дают возможности для развития различных массовых видов спорта и активности — горного велосипеда, бега, туризма, пеших, конных прогулок. Помимо этого, население города и пригородов активно занимается такими видами спорта как горные лыжи, сноубординг, скалолазание, дельтапланеризм, парапланеризм. Многие из любителей спорта объединены в спортивные клубы, нередко организующие различные соревнования и иные массовые мероприятия. В черте города и в его окрестностях расположено множество спортивных залов, фитнес-центров, плавательных бассейнов, привлекающих внимание любителей фитнеса и активного времяпрепровождения.

## Международные связи

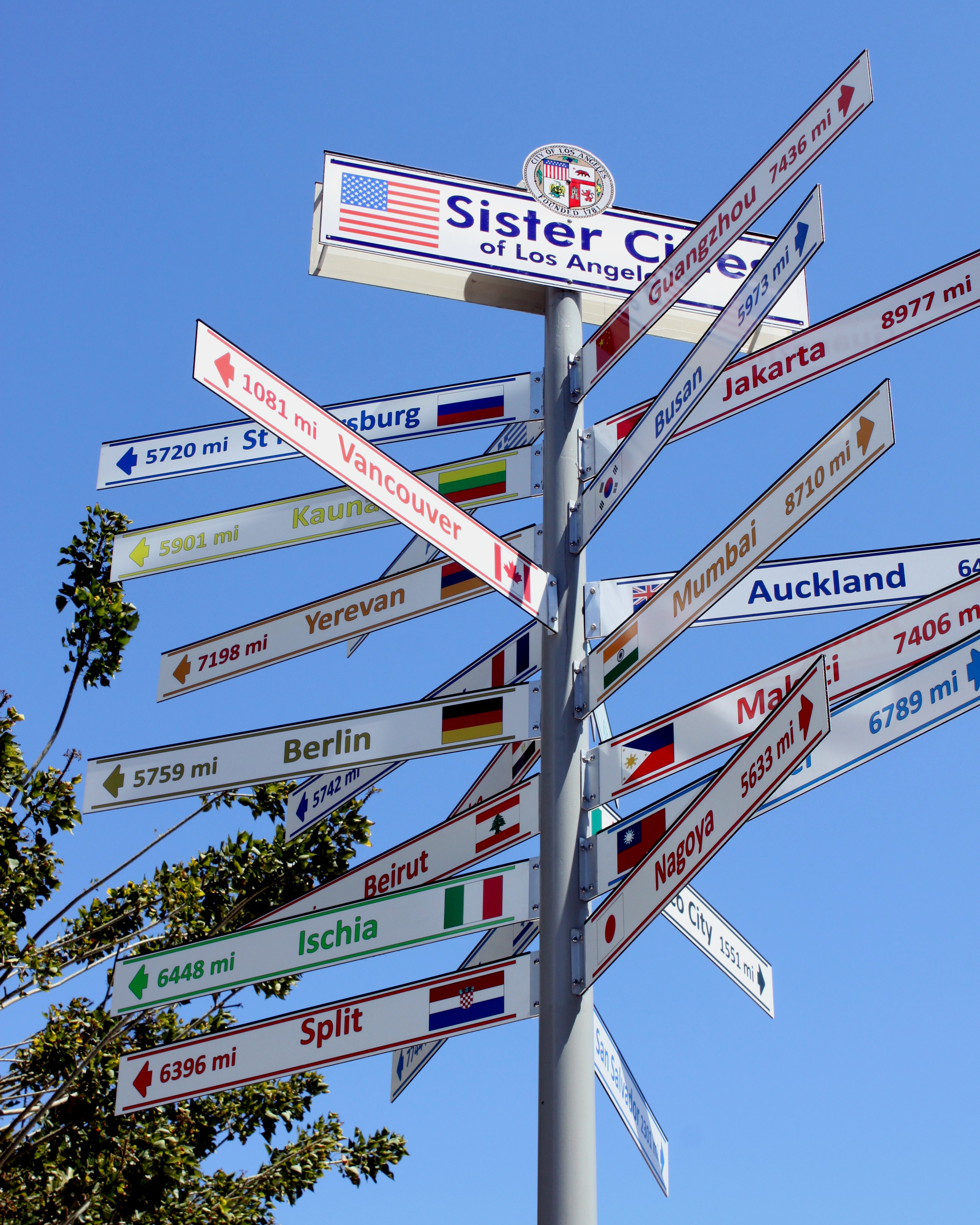
Указатель направлений на города-побратимы Лос-Анджелеса, с расстояниями до них в милях

### Города-побратимы
У Лос-Анджелеса имеются следующие города-побратимы:
- Нагоя (c 1959 года)
- Эйлат
- Салвадор (с 1962 года)
- Бордо (с 1964 года)
- Берлин (с 1967 года)
- Лусака (с 1968 года)
- Мехико (с 1969 года)
- Пусан (с 1971 года)
- Окленд
- Мумбаи (с 1972 года)
- Тегеран
- Тайбэй (с 1979 года)
- Гуанчжоу (с 1981 года)
- Санкт-Петербург (с 1984 года)
- Ванкувер (с 1986 года)
- Афины
- Гиза (с 1989 года)
- Джакарта (с 1990 года)
- Каунас (с 1991 года)
- Макати (с 1992 года)
- Сплит (с 1993 года)
- Сан-Сальвадор (с 2005 года)
- Бейрут (с 2006 года)
- Искья
- Ереван (с 2007 года)

### Консульства
По состоянию на 21 января 2024 года, в Лос-Анджелесе и его пригородах расположены консульства 97 стран мира.